# Nagy-Britannia a 2016. évi nyári olimpiai játékokon
Nagy-Britannia a brazíliai Rio de Janeiróban megrendezett 2016. évi nyári olimpiai játékok egyik részt vevő nemzete volt. Az országot az olimpián 25 sportágban 360 sportoló képviselte, akik összesen 67 érmet szereztek.

## Érmesek
| Érem  | Versenyző | Sportág       | Versenyszám                    |
| ----- | --- | ------------- | ------------------------------ |
| Arany | Mo Farah | Atlétika      | Férfi 5000 m                   |
| Arany | Mo Farah | Atlétika      | Férfi 10 000 m                 |
| Arany | Alex Gregory Constantine Louloudis George Nash Mohamed Sbihi | Evezés        | Férfi kormányos nélküli négyes |
| Arany | Paul Bennett Scott Durant Matt Gotrel Phelan Hill Matthew Langridge Tom Ransley Pete Reed William Satch Andrew Triggs-Hodge | Evezés        | Férfi nyolcas                  |
| Arany | Helen Glover Heather Stanning | Evezés        | Női kormányos nélküli kettes   |
| Arany | Justin Rose | Golf          | Férfi egyéni                   |
| Arany | Nemzeti válogatott Giselle Ansley Sophie Bray Crista Cullen Alex Danson Maddie Hinch Hannah Macleod Shona McCallin Lily Owsley Sam Quek Helen Richardson-Walsh Kate Richardson-Walsh Susannah Townsend Georgie Twigg Laura Unsworth Hollie Webb Nicola White | Gyeplabda     | Női                            |
| Arany | Liam Heath | Kajak-kenu    | Férfi kajak egyes 200 m        |
| Arany | Joseph Clarke | Kajak-kenu    | Férfi szlalom kajak egyes      |
| Arany | Jason Kenny | Kerékpározás  | Férfi keirin                   |
| Arany | Jason Kenny | Kerékpározás  | Férfi egyéni sprint            |
| Arany | Philip Hindes Jason Kenny Callum Skinner | Kerékpározás  | Férfi csapatsprint             |
| Arany | Steven Burke Ed Clancy Owain Doull Bradley Wiggins | Kerékpározás  | Férfi csapat üldözőverseny     |
| Arany | Laura Trott | Kerékpározás  | Női omnium                     |
| Arany | Katie Archibald Elinor Barker Joanna Rowsell Laura Trott | Kerékpározás  | Női csapat üldözőverseny       |
| Arany | Charlotte Dujardin | Lovaglás      | Díjlovaglás, egyéni            |
| Arany | Nick Skelton | Lovaglás      | Díjugratás, egyéni             |
| Arany | Jack Laugher Chris Mears | Műugrás       | Férfi szinkron műugrás         |
| Arany | Nicola Adams | Ökölvívás     | Női légsúly                    |
| Arany | Jade Jones | Taekwondo     | Női pehelysúly                 |
| Arany | Andy Murray | Tenisz        | Férfi egyes                    |
| Arany | Max Whitlock | Torna         | Férfi lólengés                 |
| Arany | Max Whitlock | Torna         | Férfi talaj                    |
| Arany | Alistair Brownlee | Triatlon      | Férfi                          |
| Arany | Adam Peaty | Úszás         | Férfi 100 m mell               |
| Arany | Giles Scott | Vitorlázás    | Férfi finn dingi               |
| Arany | Saskia Clark Hannah Mills | Vitorlázás    | Női 470-es osztály             |
| Ezüst | Jessica Ennis | Atlétika      | Női hétpróba                   |
| Ezüst | Katherine Grainger Victoria Thornley | Evezés        | Női kétpárevezős               |
| Ezüst | Karen Bennett Olivia Carnegie-Brown Zoe De Toledo Jessica Eddie Katie Greves Frances Houghton Zoe Lee Polly Swann Melanie Wilson | Evezés        | Női nyolcas                    |
| Ezüst | Liam Heath Jon Schofield | Kajak-kenu    | Férfi kajak kettes 200 m       |
| Ezüst | David Florence Richard Hounslow | Kajak-kenu    | Férfi szlalom kenu kettes      |
| Ezüst | Mark Cavendish | Kerékpározás  | Férfi omnium                   |
| Ezüst | Callum Skinner | Kerékpározás  | Férfi egyéni sprint            |
| Ezüst | Becky James | Kerékpározás  | Női keirin                     |
| Ezüst | Becky James | Kerékpározás  | Női egyéni sprint              |
| Ezüst | Fiona Bigwood Charlotte Dujardin Carl Hester Spencer Wilton | Lovaglás      | Díjlovaglás, csapat            |
| Ezüst | Jack Laugher | Műugrás       | Férfi egyéni műugrás           |
| Ezüst | Joe Joyce | Ökölvívás     | Férfi szupernehézsúly          |
| Ezüst | Nemzeti válogatott Mark Bennett Dan Bibby Phil Burgess Sam Cross James Davies Ollie Lindsay-Hague Ruaridh McConnochie Tom Mitchell Dan Norton Mark Robertson James Rodwell Marcus Watson                                                                     | Rögbi         | Férfi rögbi                    |
| Ezüst | Lutalo Muhammad | Taekwondo     | Férfi váltósúly                |
| Ezüst | Louis Smith | Torna         | Férfi lólengés                 |
| Ezüst | Bryony Page | Torna         | Női trambulin                  |
| Ezüst | Jonathan Brownlee | Triatlon      | Férfi                          |
| Ezüst | James Guy Stephen Milne Robert Renwick Duncan Scott Dan Wallace | Úszás         | Férfi 4 × 200 m gyorsváltó     |
| Ezüst | James Guy Adam Peaty Duncan Scott Chris Walker-Hebborn | Úszás         | Férfi 4 × 100 m vegyes váltó   |
| Ezüst | Jazmin Carlin | Úszás         | Női 400 m gyors                |
| Ezüst | Jazmin Carlin | Úszás         | Női 800 m gyors                |
| Ezüst | Siobhan-Marie O'Connor | Úszás         | Női 200 m vegyes               |
| Ezüst | Nick Dempsey | Vitorlázás    | Férfi szörfvitorlázás          |
| Bronz | Greg Rutherford | Atlétika      | Férfi távolugrás               |
| Bronz | Dina Asher-Smith Desirèe Henry Daryll Neita Asha Philip | Atlétika      | Női 4 × 100 m váltó            |
| Bronz | Emily Diamond Eilidh Doyle Kelly Massey Christine Ohuruogu Anyika Onuora | Atlétika      | Női 4 × 400 m váltó            |
| Bronz | Sophie Hitchon | Atlétika      | Női kalapácsvetés              |
| Bronz | Sally Conway | Cselgáncs     | Női középsúly                  |
| Bronz | Chris Froome | Kerékpározás  | Férfi egyéni időfutam          |
| Bronz | Katy Marchant | Kerékpározás  | Női egyéni sprint              |
| Bronz | Tom Daley Daniel Goodfellow | Műugrás       | Férfi szinkron toronyugrás     |
| Bronz | Joshua Buatsi | Ökölvívás     | Férfi félnehézsúly             |
| Bronz | Edward Ling | Sportlövészet | Férfi trap                     |
| Bronz | Steven Scott | Sportlövészet | Férfi dupla trap               |
| Bronz | Bianca Walkden | Taekwondo     | Női nehézsúly                  |
| Bronz | Marcus Ellis Chris Langridge | Tollaslabda   | Férfi páros                    |
| Bronz | Nile Wilson | Torna         | Férfi nyújtó                   |
| Bronz | Max Whitlock | Torna         | Férfi egyéni összetett         |
| Bronz | Amy Tinkler | Torna         | Női talaj                      |
| Bronz | Vicky Holland | Triatlon      | Női                            |

## Asztalitenisz
Férfi
| Versenyző                                   | Versenyszám | Selejtező         | 64-es főtábla                                                 | 48-as főtábla                                             | 32-es főtábla                                                         | Nyolcaddöntő                                                                | Negyeddöntő                                                                            | Elődöntő          | Döntő             | Helyezés |
| Versenyző                                   | Versenyszám | Ellenfél Eredmény | Ellenfél Eredmény                                             | Ellenfél Eredmény                                         | Ellenfél Eredmény                                                     | Ellenfél Eredmény                                                           | Ellenfél Eredmény                                                                      | Ellenfél Eredmény | Ellenfél Eredmény | Helyezés |
| ------------------------------------------- | ----------- | ----------------- | ------------------------------------------------------------- | --------------------------------------------------------- | --------------------------------------------------------------------- | --------------------------------------------------------------------------- | -------------------------------------------------------------------------------------- | ----------------- | ----------------- | -------- |
| Paul Drinkhall                              | Egyes       | erőnyerő          | Aleksandar Karakašević (SRB) · 10–12, 12–10, 11–8, 11–8, 11–5 | Gao Ning (SIN) · 11–7, 11–6, 3–11, 11–3, 9–11, 9–11, 11–8 | Andrej Gaćina (CRO) · 8–11, 12–10, 11–9, 11–8, 5–11, 11–8             | Uladzimir Szamszonav (BLR) · 9–11, 6–11, 8–11, 17–15, 11–7, 8–11            | kiesett                                                                                | kiesett           | kiesett           | 9.       |
| Liam Pitchford                              | Egyes       | erőnyerő          | erőnyerő                                                      | Zokhid Kenyayev (UZB) · 11–3, 12–10, 8–11, 11–7, 11–4     | Csong Jongsik (Jeong Young-Sik) (KOR) · 11–6, 8–11, 11–13, 5–11, 5–11 | kiesett                                                                     | kiesett                                                                                | kiesett           | kiesett           | 17.      |
| Paul Drinkhall Liam Pitchford Samuel Walker | Csapat      |                   |                                                               |                                                           |                                                                       | Franciaország (FRA) · Tristan Flore · Simon Gauzy · Emmanuel Lebesson · 3–2 | Kína (CHN) · Csang Csi-ko (Zhang Jike) · Hszü Hszin (Xu Xin) · Ma Lung (Ma Long) · 0–3 | kiesett           | kiesett           | 5.       |

## Atlétika
Férfi
| Versenyző                                                                      | Versenyszám     | Selejtező | Selejtező | Selejtező | Előfutam | Előfutam | Előfutam | Elődöntő | Elődöntő | Elődöntő | Döntő         | Döntő         |
| Versenyző                                                                      | Versenyszám     | Idő       | Hely.     | Össz.     | Idő      | Hely.    | Össz.    | Idő      | Hely.    | Össz.    | Idő           | Helyezés      |
| ------------------------------------------------------------------------------ | --------------- | --------- | --------- | --------- | -------- | -------- | -------- | -------- | -------- | -------- | ------------- | ------------- |
| James Dasaolu                                                                  | 100 m           | kiemelt   | kiemelt   | kiemelt   | 10,18    | 3.       | 19.*     | 10,16    | 6.       | 20.      | kiesett       | kiesett       |
| James Ellington                                                                | 100 m           | kiemelt   | kiemelt   | kiemelt   | 10,29    | 5.       | 40.**    | kiesett  | kiesett  | kiesett  | kiesett       | kiesett       |
| Chijindu Ujah                                                                  | 100 m           | kiemelt   | kiemelt   | kiemelt   | 10,13    | 2.       | 8.***    | 10,01    | 4.       | 7.**     | kiesett       | kiesett       |
| Adam Gemili                                                                    | 200 m           |           |           |           | 20,20    | 2.       | 8.*      | 20,08    | 3.       | 6.       | 20,12         | 4.            |
| Nethaneel Mitchell-Blake                                                       | 200 m           |           |           |           | 20,24    | 2.       | 12.      | 20,25    | 5.       | 11.*     | kiesett       | kiesett       |
| Danny Talbot                                                                   | 200 m           |           |           |           | 20,27    | 2.       | 13.*     | 20,25    | 3.       | 11.*     | kiesett       | kiesett       |
| Matthew Hudson-Smith                                                           | 400 m           |           |           |           | 45,26    | 3.       | 8.*      | 44,48    | 2.       | 7.       | 44,61         | 8.            |
| Martyn Rooney                                                                  | 400 m           |           |           |           | 45,60    | 5.       | 22.      | kiesett  | kiesett  | kiesett  | kiesett       | kiesett       |
| Elliot Giles                                                                   | 800 m           |           |           |           | 1:47,88  | 7.       | 29.      | kiesett  | kiesett  | kiesett  | kiesett       | kiesett       |
| Michael Rimmer                                                                 | 800 m           |           |           |           | 1:45,99  | 3.       | 7.*      | 1:46,80  | 8.       | 23.      | kiesett       | kiesett       |
| Charlie Grice                                                                  | 1500 m          |           |           |           | 3:48,51  | 10.      | 34.      | 3:40,05  | 5.       | 9.       | 3:51,73       | 12.           |
| Chris O'Hare                                                                   | 1500 m          |           |           |           | 3:39,26  | 4.       | 13.      | 3:44,27  | 10.      | 22.      | kiesett       | kiesett       |
| Andrew Butchart                                                                | 5000 m          |           |           |           | 13:20,08 | 5.       | 5.       |          |          |          | 13:08,61      | 6.            |
| Tom Farrell                                                                    | 5000 m          |           |           |           | 14:11,65 | 20.      | 40.      |          |          |          | kiesett       | kiesett       |
| Mo Farah                                                                       | 5000 m          |           |           |           | 13:25,25 | 3.       | 15.      |          |          |          | 13:03,30      |               |
| Mo Farah                                                                       | 10 000 m        |           |           |           |          |          |          |          |          |          | 27:05,17      |               |
| Ross Millington                                                                | 10 000 m        |           |           |           |          |          |          |          |          |          | 29:14,95      | 31.           |
| Andy Vernon                                                                    | 10 000 m        |           |           |           |          |          |          |          |          |          | 28:19,36      | 25.           |
| Lawrence Clarke                                                                | 110 m gát       |           |           |           | 13,55    | 3.       | 14.      | 13,46    | 6.       | 11.*     | kiesett       | kiesett       |
| Andrew Pozzi                                                                   | 110 m gát       |           |           |           | 13,50    | 2.       | 8.**     | 13,67    | 5.       | 18.*     | kiesett       | kiesett       |
| Jack Green                                                                     | 400 m gát       |           |           |           | 48,96    | 2.       | 11.      | 49,54    | 8.       | 19.      | kiesett       | kiesett       |
| Sebastian Rodger                                                               | 400 m gát       |           |           |           | 49,54    | 6.       | 23.*     | kiesett  | kiesett  | kiesett  | kiesett       | kiesett       |
| Rob Mullett                                                                    | 3000 m akadály  |           |           |           | 8:48,19  | 12.      | 36.      |          |          |          | kiesett       | kiesett       |
| Callum Hawkins                                                                 | Maraton         |           |           |           |          |          |          |          |          |          | 2:11:52       | 9.            |
| Derek Hawkins                                                                  | Maraton         |           |           |           |          |          |          |          |          |          | 2:29:24       | 114.          |
| Tsegai Tewelde                                                                 | Maraton         |           |           |           |          |          |          |          |          |          | nem ért célba | nem ért célba |
| Tom Bosworth                                                                   | 20 km gyaloglás |           |           |           |          |          |          |          |          |          | 1:20:13       | 6.            |
| Dominic King                                                                   | 50 km gyaloglás |           |           |           |          |          |          |          |          |          | kizárták      | kizárták      |
| Richard Kilty Harry Aikines-Aryeetey James Ellington Adam Gemili Chijindu Ujah | 4 × 100 m váltó |           |           |           | 38,06    | 4.       | 7.       |          |          |          | 37,98         | 5.            |
| Nigel Levine Delano Williams Matthew Hudson-Smith Martyn Rooney                | 4 × 400 m váltó |           |           |           | kizárták | kizárták | kizárták |          |          |          | kiesett       | kiesett       |

| Versenyző       | Versenyszám   | Selejtező | Selejtező | Döntő    | Döntő    |
| Versenyző       | Versenyszám   | Eredmény  | Helyezés  | Eredmény | Helyezés |
| --------------- | ------------- | --------- | --------- | -------- | -------- |
| Chris Baker     | Magasugrás    | 226 cm    | 16.       | kiesett  | kiesett  |
| Robbie Grabarz  | Magasugrás    | 229 cm    | 5.*       | 233 cm   | 4.*      |
| Luke Cutts      | Rúdugrás      | 545 cm    | 22.**     | kiesett  | kiesett  |
| Greg Rutherford | Távolugrás    | 790 cm    | 10.       | 829 cm   |          |
| Chris Bennett   | Kalapácsvetés | 71,32 m   | 19.       | kiesett  | kiesett  |
| Mark Dry        | Kalapácsvetés | 71,03 m   | 21.       | kiesett  | kiesett  |
| Nick Miller     | Kalapácsvetés | 70,83 m   | 22.       | kiesett  | kiesett  |

Női
| Versenyző                                                                | Versenyszám     | Selejtező | Selejtező | Selejtező | Előfutam | Előfutam | Előfutam | Elődöntő | Elődöntő | Elődöntő | Döntő    | Döntő    |
| Versenyző                                                                | Versenyszám     | Idő       | Hely.     | Össz.     | Idő      | Hely.    | Össz.    | Idő      | Hely.    | Össz.    | Idő      | Helyezés |
| ------------------------------------------------------------------------ | --------------- | --------- | --------- | --------- | -------- | -------- | -------- | -------- | -------- | -------- | -------- | -------- |
| Desirèe Henry                                                            | 100 m           | kiemelt   | kiemelt   | kiemelt   | 11,08    | 1.       | 4.       | 11,09    | 4.       | 12.      | kiesett  | kiesett  |
| Daryll Neita                                                             | 100 m           | kiemelt   | kiemelt   | kiemelt   | 11,41    | 4.       | 25.*     | kiesett  | kiesett  | kiesett  | kiesett  | kiesett  |
| Asha Philip                                                              | 100 m           | kiemelt   | kiemelt   | kiemelt   | 11,34    | 3.       | 19.      | 11,33    | 8.       | 23.      | kiesett  | kiesett  |
| Dina Asher-Smith                                                         | 200 m           |           |           |           | 22,77    | 2.       | 15.      | 22,49    | 4.       | 8.       | 22,31    | 5.       |
| Jodie Williams                                                           | 200 m           |           |           |           | 22,69    | 3.       | 12.      | 22,99    | 8.       | 22.      | kiesett  | kiesett  |
| Seren Bundy-Davies                                                       | 400 m           |           |           |           | 53,63    | 7.       | 46.      | kiesett  | kiesett  | kiesett  | kiesett  | kiesett  |
| Emily Diamond                                                            | 400 m           |           |           |           | 51,76    | 4.       | 17.*     | 51,49    | 6.       | 14.      | kiesett  | kiesett  |
| Christine Ohuruogu                                                       | 400 m           |           |           |           | 51,40    | 2.       | 11.*     | 51,22    | 5.       | 13.      | kiesett  | kiesett  |
| Shelayna Oskan-Clarke                                                    | 800 m           |           |           |           | 1:59,67  | 3.       | 9.       | 1:59,45  | 5.       | 10.      | kiesett  | kiesett  |
| Lynsey Sharp                                                             | 800 m           |           |           |           | 2:00,83  | 1.       | 29.      | 1:58,65  | 2.       | 2.       | 1:57,69  | 6.       |
| Laura Muir                                                               | 1500 m          |           |           |           | 4:06,53  | 3.       | 3.       | 4:04,16  | 3.       | 4.       | 4:12,88  | 7.       |
| Laura Weightman                                                          | 1500 m          |           |           |           | 4:08,37  | 7.       | 15.      | 4:05,28  | 5.       | 9.       | 4:14,95  | 11.      |
| Eilish McColgan                                                          | 5000 m          |           |           |           | 15:18,20 | 5.       | 5.       |          |          |          | 15:12,09 | 13.      |
| Stephanie Twell                                                          | 5000 m          |           |           |           | 15:25,90 | 8.       | 16.      |          |          |          | kiesett  | kiesett  |
| Laura Whittle                                                            | 5000 m          |           |           |           | 15:31,30 | 10.      | 21.      |          |          |          | kiesett  | kiesett  |
| Jess Andrews                                                             | 10 000 m        |           |           |           |          |          |          |          |          |          | 31:35,92 | 16.      |
| Jo Pavey                                                                 | 10 000 m        |           |           |           |          |          |          |          |          |          | 31:33,44 | 15.      |
| Beth Potter                                                              | 10 000 m        |           |           |           |          |          |          |          |          |          | 33:04,34 | 34.      |
| Cindy Ofili                                                              | 100 m gát       |           |           |           | 12,75    | 1.       | 5.       | 12,71    | 2.       | 6.       | 12,63    | 4.       |
| Tiffany Porter                                                           | 100 m gát       |           |           |           | 12,87    | 2.       | 14.      | 12,82    | 4.       | 8.       | 12,76    | 7.       |
| Eilidh Doyle                                                             | 400 m gát       |           |           |           | 55,46    | 1.       | 5.       | 54,99    | 3.       | 8.       | 54,61    | 8.       |
| Lennie Waite                                                             | 3000 m akadály  |           |           |           | 10:14,18 | 17.      | 51.      |          |          |          | kiesett  | kiesett  |
| Alyson Dixon                                                             | Maraton         |           |           |           |          |          |          |          |          |          | 2:34:11  | 28.      |
| Sonia Samuels                                                            | Maraton         |           |           |           |          |          |          |          |          |          | 2:34:36  | 30.      |
| Asha Philip Desirèe Henry Dina Asher-Smith Daryll Neita                  | 4 × 100 m váltó |           |           |           | 41,93    | 2.       | 3.       |          |          |          | 41,77    |          |
| Eilidh Doyle Anyika Onuora Emily Diamond Christine Ohuruogu Kelly Massey | 4 × 400 m váltó |           |           |           | 3:24,81  | 2.       | 4.       |          |          |          | 3:25,88  |          |

| Versenyző       | Versenyszám   | Selejtező | Selejtező | Döntő    | Döntő    |
| Versenyző       | Versenyszám   | Eredmény  | Helyezés  | Eredmény | Helyezés |
| --------------- | ------------- | --------- | --------- | -------- | -------- |
| Morgan Lake     | Magasugrás    | 194 cm    | 15.**     | 193 cm   | 10.**    |
| Holly Bleasdale | Rúdugrás      | 460 cm    | 2.**      | 470 cm   | 5.       |
| Shara Proctor   | Távolugrás    | 636 cm    | 21.       | kiesett  | kiesett  |
| Jazmin Sawyers  | Távolugrás    | 653 cm    | 12.       | 669 cm   | 8.       |
| Lorraine Ugen   | Távolugrás    | 665 cm    | 7.        | 658 cm   | 11.      |
| Jade Lally      | Diszkoszvetés | 54,06 m   | 28.       | kiesett  | kiesett  |
| Sophie Hitchon  | Kalapácsvetés | 70,37 m   | 11.       | 74,54 m  |          |

| Versenyző                 | Versenyszám | 100 m gát | 100 m gát | Magasugrás | Magasugrás | Súlylökés | Súlylökés | 200 m | 200 m | Távolugrás | Távolugrás | Gerelyhajítás | Gerelyhajítás | 800 m   | 800 m | Végeredmény | Végeredmény |
| Versenyző                 | Versenyszám | Idő       | Pont      | Eredmény   | Pont       | Eredmény  | Pont      | Idő   | Pont  | Eredmény   | Pont       | Eredmény      | Pont          | Idő     | Pont  | Pont        | Helyezés    |
| ------------------------- | ----------- | --------- | --------- | ---------- | ---------- | --------- | --------- | ----- | ----- | ---------- | ---------- | ------------- | ------------- | ------- | ----- | ----------- | ----------- |
| Jessica Ennis             | Hétpróba    | 12,84     | 1149      | 189 cm     | 1093       | 13,86 m   | 785       | 23,49 | 1030  | 634 cm     | 956        | 46,06 m       | 784           | 2:09,07 | 978   | 6955        |             |
| Katarina Johnson-Thompson | Hétpróba    | 13,48     | 1053      | 198 cm     | 1211       | 11,68 m   | 640       | 23,26 | 1053  | 651 cm     | 1010       | 36,36 m       | 598           | 2:10,47 | 958   | 6523        | 6.          |

* - egy másik versenyzővel azonos eredményt ért el

** - két másik versenyzővel azonos eredményt ért el

*** - négy másik versenyzővel azonos eredményt ért el

## Cselgáncs
Férfi
| Versenyző         | Versenyszám  | Selejtező         | 32-es főtábla                           | Nyolcaddöntő                          | Negyeddöntő       | Elődöntő          | Vigaszág elődöntő | Bronz- mérkőzés   | Döntő             | Helyezés |
| Versenyző         | Versenyszám  | Ellenfél Eredmény | Ellenfél Eredmény                       | Ellenfél Eredmény                     | Ellenfél Eredmény | Ellenfél Eredmény | Ellenfél Eredmény | Ellenfél Eredmény | Ellenfél Eredmény | Helyezés |
| ----------------- | ------------ | ----------------- | --------------------------------------- | ------------------------------------- | ----------------- | ----------------- | ----------------- | ----------------- | ----------------- | -------- |
| Ashley McKenzie   | Légsúly      | erőnyerő          | Bekir Özlü (TUR) · 003(2)-000(1)        | Jeldosz Szmetov (KAZ) · 000(0)–001(0) | kiesett           | kiesett           |                   |                   |                   | 9.       |
| Colin Oates       | Harmatsúly   | erőnyerő          | Kilian Le Blouch (FRA) · 000(3)–000(2)  | kiesett                               | kiesett           | kiesett           |                   |                   |                   | 17.      |
| Benjamin Fletcher | Félnehézsúly | erőnyerő          | Beka Gviniashvili (GEO) · 000(1)–100(1) | kiesett                               | kiesett           | kiesett           |                   |                   |                   | 17.      |

Női
| Versenyző           | Versenyszám  | Selejtező                                     | Nyolcaddöntő                           | Negyeddöntő                           | Elődöntő                          | Vigaszág elődöntő                   | Bronz- mérkőzés                       | Döntő             | Helyezés |
| Versenyző           | Versenyszám  | Ellenfél Eredmény                             | Ellenfél Eredmény                      | Ellenfél Eredmény                     | Ellenfél Eredmény                 | Ellenfél Eredmény                   | Ellenfél Eredmény                     | Ellenfél Eredmény | Helyezés |
| ------------------- | ------------ | --------------------------------------------- | -------------------------------------- | ------------------------------------- | --------------------------------- | ----------------------------------- | ------------------------------------- | ----------------- | -------- |
| Nekoda Smythe-Davis | Könnyűsúly   | Sabrina Filzmoser (AUT) · 011(1)-000(0)       | Automne Pavia (FRA) · 000(3)–001(3)    | kiesett                               | kiesett                           |                                     |                                       |                   | 9.       |
| Alice Schlesinger   | Váltósúly    | Pak Csijun (Bak Ji-yun) (KOR) · 100(0)-000(0) | Anicka van Emden (NED) · 000(1)–000(0) | kiesett                               | kiesett                           |                                     |                                       |                   | 9.       |
| Sally Conway        | Középsúly    | Houda Miled (TUN) · 100(0)-000(0)             | Gévrise Émane (FRA) · 100(1)-001(0)    | Linda Bolder (ISR) · 100(0)-000(1)    | Yuri Alvear (COL) · 000(0)–010(0) |                                     | Bernadette Graf (AUT) · 001(2)-000(0) |                   |          |
| Natalie Powell      | Félnehézsúly | erőnyerő                                      | Sarah Mazouz (GAB) · 100(1)-000(2)     | Audrey Tcheuméo (FRA) · 000(2)–000(0) |                                   | Luise Malzahn (GER) · 000(0)–100(1) | kiesett                               |                   | 7.       |

## Evezés
Férfi
| Versenyző | Versenyszám                          | Előfutam | Előfutam | Vigaszág | Vigaszág | Negyeddöntő | Negyeddöntő | Elődöntő | Elődöntő | Elődöntő | Döntő | Döntő            | Döntő            | Helyezés |
| Versenyző | Versenyszám                          | Idő      | Hely.    | Idő      | Hely.    | Idő         | Hely.       | Típus    | Idő      | Hely.    | Típus | Idő              | Hely.            | Helyezés |
| --- | ------------------------------------ | -------- | -------- | -------- | -------- | ----------- | ----------- | -------- | -------- | -------- | ----- | ---------------- | ---------------- | -------- |
| Alan Campbell | Egypárevezős                         | 7:08,31  | 1.       | erőnyerő | erőnyerő | 6:49,41     | 2.          | A/B      | 7:09,54  | 4.       | B     | nem állt rajthoz | nem állt rajthoz | 12.      |
| Jonathan Walton John Collins | Kétpárevezős                         | 6:43,93  | 4.       | 6:19,60  | 1.       |             |             | A/B      | 6:13,83  | 3.       | A     | 7:01,25          | 5.               | 5.       |
| Will Fletcher Richard Chambers | Könnyűsúlyú kétpárevezős             | 6:25,62  | 2.       | erőnyerő | erőnyerő |             |             | A/B      | 6:38,76  | 4.       | B     | 6:28,81          | 1.               | 7.       |
| Alan Sinclair Stewart Innes | Kormányos nélküli kettes             | 6:50,77  | 2.       | erőnyerő | erőnyerő |             |             | A/B      | 6:26,37  | 2.       | A     | 7:07,99          | 4.               | 4.       |
| Jack Beaumont Sam Townsend Angus Groom Peter Lambert                                                                                    | Négypárevezős                        | 5:52,77  | 4.       | 5:53,10  | 2.       |             |             |          |          |          | A     | 6:13,08          | 5.               | 5.       |
| Alex Gregory Mohamed Sbihi George Nash Constantine Louloudis                                                                            | Kormányos nélküli négyes             | 5:55,59  | 1.       | erőnyerő | erőnyerő |             |             | A/B      | 6:17,13  | 1.       | A     | 5:58,61          | 1.               |          |
| Chris Bartley Mark Aldred Jono Clegg Peter Chambers                                                                                     | Könnyűsúlyú kormányos nélküli négyes | 6:01,27  | 2.       | erőnyerő | erőnyerő |             |             | A/B      | 6:10,46  | 4.       | B     | 6:31,54          | 1.               | 7.       |
| Scott Durant Tom Ransley Andrew Triggs-Hodge Matt Gotrel Pete Reed Paul Bennett Matthew Langridge William Satch Phelan Hill (kormányos) | Nyolcas                              | 5:34,23  | 1.       | erőnyerő | erőnyerő |             |             |          |          |          | A     | 5:29,63          | 1.               |          |

Női
| Versenyző | Versenyszám              | Előfutam | Előfutam | Vigaszág | Vigaszág | Elődöntő | Elődöntő | Elődöntő | Döntő | Döntő   | Döntő | Helyezés |
| Versenyző | Versenyszám              | Idő      | Hely.    | Idő      | Hely.    | Típus    | Idő      | Hely.    | Típus | Idő     | Hely. | Helyezés |
| --- | ------------------------ | -------- | -------- | -------- | -------- | -------- | -------- | -------- | ----- | ------- | ----- | -------- |
| Victoria Thornley Katherine Grainger | Kétpárevezős             | 7:05,32  | 2.       | erőnyerő | erőnyerő | A/B      | 6:52,47  | 2.       | A     | 7:41,05 | 2.    |          |
| Charlotte Taylor Katherine Copeland | Könnyűsúlyú kétpárevezős | 7:10,25  | 5.       | 8:05,70  | 3.       | C/D      | 7:59,11  | 1.       | C     | 7:37,89 | 2.    | 14.      |
| Helen Glover Heather Stanning | Kormányos nélküli kettes | 7:05,05  | 1.       | erőnyerő | erőnyerő | A/B      | 7:18,69  | 1.       | A     | 7:18,29 | 1.    |          |
| Katie Greves Melanie Wilson Frances Houghton Polly Swann Jessica Eddie Olivia Carnegie-Brown Karen Bennett Zoe Lee Zoe De Toledo (kormányos) | Nyolcas                  | 6:09,52  | 1.       | erőnyerő | erőnyerő |          |          |          | A     | 6:03,98 | 2.    |          |

## Golf
| Versenyző        | Versenyszám  | 1. forduló | 1. forduló | 2. forduló | 2. forduló | 3. forduló | 3. forduló | 4. forduló | 4. forduló | Összesen | Összesen | Összesen |
| Versenyző        | Versenyszám  | Pont       | Par        | Pont       | Par        | Pont       | Par        | Pont       | Par        | Pontszám | Par      | Helyezés |
| ---------------- | ------------ | ---------- | ---------- | ---------- | ---------- | ---------- | ---------- | ---------- | ---------- | -------- | -------- | -------- |
| Justin Rose      | Férfi egyéni | 67         | −4         | 69         | −2         | 65         | −6         | 67         | −4         | 268      | −16      |          |
| Danny Willett    | Férfi egyéni | 71         | 0          | 70         | −1         | 69         | −2         | 74         | +3         | 284      | 0        | 37.      |
| Charley Hull     | Női egyéni   | 68         | −3         | 66         | −5         | 74         | +3         | 68         | −3         | 276      | −8       | 7.       |
| Catriona Matthew | Női egyéni   | 71         | 0          | 66         | −5         | 77         | +6         | 70         | −1         | 284      | 0        | 29.      |

## Gyeplabda

### Férfi
| Brit férfi gyeplabdacsapat-játékoskeret                                                                                     | Brit férfi gyeplabdacsapat-játékoskeret                                                                                    |
| --- | --- |
| - David Ames - Alastair Brogdon - Nicholas Catlin - David Condon - Adam Dixon - Daniel Fox - Mark Gleghorne - Michael Hoare | - Ashley Jackson - Iain Lewers - Harry Martin - Barry Middleton (C) - George Pinner - Ian Sloan - Samuel Ward - Henry Weir |

#### Eredmények
Csoportkör
A csoport
| Csapat               | M | Gy | D | V | G+ | G– | Gk  | P  |
| -------------------- | - | -- | - | - | -- | -- | --- | -- |
| Belgium (BEL)        | 5 | 4  | 0 | 1 | 21 | 5  | +16 | 12 |
| Spanyolország (ESP)  | 5 | 3  | 1 | 1 | 13 | 6  | +7  | 10 |
| Ausztrália (AUS)     | 5 | 3  | 0 | 2 | 13 | 4  | +9  | 9  |
| Új-Zéland (NZL)      | 5 | 2  | 1 | 2 | 17 | 8  | +9  | 7  |
| Nagy-Britannia (GBR) | 5 | 1  | 2 | 2 | 14 | 10 | +4  | 5  |
| Brazília (BRA)       | 5 | 0  | 0 | 5 | 1  | 46 | –45 | 0  |

| 2016. augusztus 6. 12:30 (17:30) | Belgium (BEL)                                         | 4–1         | Nagy-Britannia (GBR) | Játékvezetők: John Weight (RSA) Coen van Bunge (NED) |
| 2016. augusztus 6. 12:30 (17:30) | Truyens 5' · Cosyns 32' · Gougnard 35' · Charlier 56' | Jegyzőkönyv | Catlin 27'           | Játékvezetők: John Weight (RSA) Coen van Bunge (NED) |

| 2016. augusztus 7. 17:00 (22:00) | Nagy-Britannia (GBR)      | 2–2         | Új-Zéland (NZL)            | Játékvezetők: Marcin Grochal (POL) Lim Hong Zhen (SIN) |
| 2016. augusztus 7. 17:00 (22:00) | Condon 2' · Middleton 25' | Jegyzőkönyv | Russell 14' · Phillips 19' | Játékvezetők: Marcin Grochal (POL) Lim Hong Zhen (SIN) |

| 2016. augusztus 9. 18:00 (23:00) | Brazília (BRA) | 1–9         | Nagy-Britannia (GBR)                                                                          | Játékvezetők: Chen Dekang (CHN) Coen van Bunge (NED) |
| 2016. augusztus 9. 18:00 (23:00) | Smith 4'       | Jegyzőkönyv | Dixon 9' · Middleton 12', 54' · Jackson 27', 57' · Martin 37' · Ward 47', 59' · Gleghorne 56' | Játékvezetők: Chen Dekang (CHN) Coen van Bunge (NED) |

| 2016. augusztus 10. 20:30 (01:30) | Nagy-Britannia (GBR) | 1–2         | Ausztrália (AUS)           | Játékvezetők: Marcin Grochal (POL) John Wright (RSA) |
| 2016. augusztus 10. 20:30 (01:30) | Jackson 58'          | Jegyzőkönyv | Zalewski 50' · Whetton 55' | Játékvezetők: Marcin Grochal (POL) John Wright (RSA) |

| 2016. augusztus 12. 17:00 (22:00) | Nagy-Britannia (GBR) | 1–1         | Spanyolország (ESP) | Játékvezetők: Christian Blasch (GER) Coen van Bunge (NED) |
| 2016. augusztus 12. 17:00 (22:00) | Ward 15'             | Jegyzőkönyv | Alegre 9'           | Játékvezetők: Christian Blasch (GER) Coen van Bunge (NED) |

| Csapat               | Helyezés |
| -------------------- | -------- |
| Nagy-Britannia (GBR) | 9.       |

### Női
| Brit női gyeplabdacsapat-játékoskeret                                                                                       | Brit női gyeplabdacsapat-játékoskeret |
| --- | --- |
| - Giselle Ansley - Sophie Bray - Crista Cullen - Alex Danson - Maddie Hinch - Hannah Macleod - Shona McCallin - Lily Owsley | - Sam Quek - Helen Richardson-Walsh - Susannah Townsend - Georgie Twigg - Laura Unsworth - Kate Richardson-Walsh (C) - Hollie Webb - Nicola White |

#### Eredmények
Csoportkör
B csoport
| Csapat                 | M | Gy | D | V | G+ | G– | Gk  | P  |
| ---------------------- | - | -- | - | - | -- | -- | --- | -- |
| Nagy-Britannia (GBR)   | 5 | 5  | 0 | 0 | 12 | 4  | +8  | 15 |
| Egyesült Államok (USA) | 5 | 4  | 0 | 1 | 14 | 5  | +9  | 12 |
| Ausztrália (AUS)       | 5 | 3  | 0 | 2 | 11 | 5  | +6  | 9  |
| Argentína (ARG)        | 5 | 2  | 0 | 3 | 12 | 6  | +6  | 6  |
| Japán (JPN)            | 5 | 0  | 1 | 4 | 3  | 16 | –13 | 1  |
| India (IND)            | 5 | 0  | 1 | 4 | 3  | 19 | –16 | 1  |

| 2016. augusztus 6. 20:30 (01:30) | Nagy-Britannia (GBR)    | 2–1         | Ausztrália (AUS) | Játékvezetők: Laurine Delforge (BEL) Irene Presenqui (ARG) |
| 2016. augusztus 6. 20:30 (01:30) | Owsley 26' · Danson 43' | Jegyzőkönyv | Morgan 33'       | Játékvezetők: Laurine Delforge (BEL) Irene Presenqui (ARG) |

| 2016. augusztus 8. 18:00 (23:00) | India (IND) | 0–3         | Nagy-Britannia (GBR)                | Játékvezetők: Chieko Soma (JPN) Amy Baxter (USA) |
| 2016. augusztus 8. 18:00 (23:00) |             | Jegyzőkönyv | Ansley 25' · White 27' · Danson 33' | Játékvezetők: Chieko Soma (JPN) Amy Baxter (USA) |

| 2016. augusztus 10. 13:30 (18:30) | Nagy-Britannia (GBR)                                         | 3–2         | Argentína (ARG) | Játékvezetők: Michelle Meister (GER) Miao Lin (CHN) |
| 2016. augusztus 10. 13:30 (18:30) | K. Richardson-Walsh 23' · H. Richardson-Walsh 25' · Bray 38' | Jegyzőkönyv | Habif 41', 42'  | Játékvezetők: Michelle Meister (GER) Miao Lin (CHN) |

| 2016. augusztus 11. 20:30 (01:30) | Japán (JPN) | 0–2         | Nagy-Britannia (GBR)  | Játékvezetők: Kylie Seymour (AUS) Elena Eskina (RUS) |
| 2016. augusztus 11. 20:30 (01:30) |             | Jegyzőkönyv | Owsley 5' · White 55' | Játékvezetők: Kylie Seymour (AUS) Elena Eskina (RUS) |

| 2016. augusztus 13. 18:00 (23:00) | Nagy-Britannia (GBR)  | 2–1         | Egyesült Államok (USA) | Játékvezetők: Amber Church (NZL) Irene Presenqui (ARG) |
| 2016. augusztus 13. 18:00 (23:00) | Bray 53' · Danson 56' | Jegyzőkönyv | Vittese 39'            | Játékvezetők: Amber Church (NZL) Irene Presenqui (ARG) |

Negyeddöntő
| 2016. augusztus 15. 18:00 (23:00) | Nagy-Britannia (GBR)                            | 3–1         | Spanyolország (ESP) | Játékvezetők: Kelly Hudson (NZL) Melissa Trivic (AUS) |
| 2016. augusztus 15. 18:00 (23:00) | Twigg 8' · H. Richardson-Walsh 13' · Owsley 27' | Jegyzőkönyv | Oliva 53'           | Játékvezetők: Kelly Hudson (NZL) Melissa Trivic (AUS) |

Elődöntő
| 2016. augusztus 17. 17:00 (22:00) | Új-Zéland (NZL) | 0–3         | Nagy-Britannia (GBR)                      | Játékvezetők: Carolina de la Fuente (ARG) Michelle Joubert (RSA) |
| 2016. augusztus 17. 17:00 (22:00) |                 | Jegyzőkönyv | Danson 22', 52' · H. Richardson-Walsh 48' | Játékvezetők: Carolina de la Fuente (ARG) Michelle Joubert (RSA) |

Döntő
| 2016. augusztus 19. 17:00 (22:00) | Hollandia (NED)                         | 3–3         | Nagy-Britannia (GBR)                          | Játékvezetők: Michelle Joubert (RSA) Laurine Delforge (BEL) |
| 2016. augusztus 19. 17:00 (22:00) | Van Male 16' · Paumen 25' · Leurink 37' | Jegyzőkönyv | Owsley 10' · Cullen 26' · White 52'           | Játékvezetők: Michelle Joubert (RSA) Laurine Delforge (BEL) |
| 2016. augusztus 19. 17:00 (22:00) | Büntetőpárbaj:                          |             |                                               | Játékvezetők: Michelle Joubert (RSA) Laurine Delforge (BEL) |
| 2016. augusztus 19. 17:00 (22:00) | Bos Hoog Leurink Van Geffen             | 0–2         | H. Richardson-Walsh Danson Bray Unsworth Webb | Játékvezetők: Michelle Joubert (RSA) Laurine Delforge (BEL) |

| Csapat               | Helyezés |
| -------------------- | -------- |
| Nagy-Britannia (GBR) |          |

## Íjászat
Férfi
| Versenyző      | Versenyszám | Selejtező | Selejtező | 64-es főtábla                     | 32-es főtábla                             | Nyolcaddöntő      | Negyeddöntő       | Elődöntő          | Döntő             | Helyezés |
| Versenyző      | Versenyszám | Pont      | Kiemelés  | Ellenfél Eredmény                 | Ellenfél Eredmény                         | Ellenfél Eredmény | Ellenfél Eredmény | Ellenfél Eredmény | Ellenfél Eredmény | Helyezés |
| -------------- | ----------- | --------- | --------- | --------------------------------- | ----------------------------------------- | ----------------- | ----------------- | ----------------- | ----------------- | -------- |
| Patrick Huston | Egyéni      | 656       | 38.       | Rick van der Ven (NED)(27.) · 6-4 | Ku Boncshan (Ku Bon-chan) (KOR)(6.) · 0-6 | kiesett           | kiesett           | kiesett           | kiesett           | 17.      |

Női
| Versenyző     | Versenyszám | Selejtező | Selejtező | 64-es főtábla                           | 32-es főtábla                   | Nyolcaddöntő                             | Negyeddöntő                                    | Elődöntő          | Döntő             | Helyezés |
| Versenyző     | Versenyszám | Pont      | Kiemelés  | Ellenfél Eredmény                       | Ellenfél Eredmény               | Ellenfél Eredmény                        | Ellenfél Eredmény                              | Ellenfél Eredmény | Ellenfél Eredmény | Helyezés |
| ------------- | ----------- | --------- | --------- | --------------------------------------- | ------------------------------- | ---------------------------------------- | ---------------------------------------------- | ----------------- | ----------------- | -------- |
| Naomi Folkard | Egyéni      | 639       | 23.       | Ika Yuliana Rochmawati (INA)(42.) · 6-5 | Kavanaka Kaori (JPN)(10.) · 6-0 | Ane Marcelle dos Santos (BRA)(26.) · 6-2 | Csang Hjedzsin (Chang Hye-jin) (KOR)(2.) · 1-7 | kiesett           | kiesett           | 7.       |

## Kajak-kenu

### Gyorsasági
Férfi
| Versenyző                | Versenyszám        | Előfutam | Előfutam | Előfutam | Elődöntő | Elődöntő | Elődöntő | Döntő | Döntő  | Döntő    | Helyezés |
| Versenyző                | Versenyszám        | Idő      | Hely.    | Össz.    | Idő      | Hely.    | Össz.    | Típus | Idő    | Helyezés | Helyezés |
| ------------------------ | ------------------ | -------- | -------- | -------- | -------- | -------- | -------- | ----- | ------ | -------- | -------- |
| Liam Heath               | Kajak egyes 200 m  | 34,327   | 1.       | 2.       | 34,076   | 1.       | 1.       | A     | 35,197 | 1.       |          |
| Liam Heath Jon Schofield | Kajak kettes 200 m | 31,534   | 3.       | 4.       | 31,899   | 1.       | 1.       | A     | 32,368 | 2.       |          |

Női
| Versenyző                                              | Versenyszám        | Előfutam | Előfutam | Előfutam | Elődöntő | Elődöntő | Elődöntő | Döntő | Döntő    | Döntő    | Helyezés |
| Versenyző                                              | Versenyszám        | Idő      | Hely.    | Össz.    | Idő      | Hely.    | Össz.    | Típus | Idő      | Helyezés | Helyezés |
| ------------------------------------------------------ | ------------------ | -------- | -------- | -------- | -------- | -------- | -------- | ----- | -------- | -------- | -------- |
| Jess Walker                                            | Kajak egyes 200 m  | 41,123   | 5.       | 10.      | 41,483   | 4.       | 14.      | B     | 42,205   | 7.       | 15.      |
| Rachel Cawthorn                                        | Kajak egyes 500 m  | 1:56,612 | 4.       | 19.      | 1:58,410 | 6.       | 14.      | B     | 1:58,470 | 7.       | 15.      |
| Lani Belcher Angela Hannah                             | Kajak kettes 500 m | 1:53,948 | 8.       | 15.      | 1:49,285 | 7.       | 13.      | B     | 1:54,193 | 7.       | 15.      |
| Jess Walker Rachel Cawthorn Rebeka Simon Louisa Gurski | Kajak négyes 500 m | 1:36,853 | 5.       | 10.      | 1:36,254 | 2.*      | 4.*      | A     | 1:37,043 | 7.       | 7.       |

* - egy másik csapattal azonos időt ért el

### Szlalom
Férfi
| Versenyző                       | Versenyszám | Selejtező | Selejtező | Selejtező        | Selejtező        | Selejtező     | Selejtező     | Elődöntő | Elődöntő | Döntő  | Döntő    |
| Versenyző                       | Versenyszám | 1. futam  | 1. futam  | 2. futam         | 2. futam         | Jobb eredmény | Jobb eredmény | Elődöntő | Elődöntő | Döntő  | Döntő    |
| Versenyző                       | Versenyszám | Pont      | Hely.     | Pont             | Hely.            | Pont          | Hely.         | Pont     | Hely.    | Pont   | Helyezés |
| ------------------------------- | ----------- | --------- | --------- | ---------------- | ---------------- | ------------- | ------------- | -------- | -------- | ------ | -------- |
| Joseph Clarke                   | Kajak egyes | 135,89    | 21.       | 86,95            | 1.               | 86,95         | 2.            | 90,67    | 3.       | 88,53  |          |
| David Florence                  | Kenu egyes  | 94,11     | 1.        | nem állt rajthoz | nem állt rajthoz | 94,11         | 3.            | 99,36    | 7.       | 109,00 | 10.      |
| David Florence Richard Hounslow | Kenu kettes | 103,27    | 2.        | nem állt rajthoz | nem állt rajthoz | 103,27        | 3.            | 109,60   | 3.       | 102,01 |          |

Női
| Versenyző    | Versenyszám | Selejtező | Selejtező | Selejtező        | Selejtező        | Selejtező     | Selejtező     | Elődöntő | Elődöntő | Döntő  | Döntő    |
| Versenyző    | Versenyszám | 1. futam  | 1. futam  | 2. futam         | 2. futam         | Jobb eredmény | Jobb eredmény | Elődöntő | Elődöntő | Döntő  | Döntő    |
| Versenyző    | Versenyszám | Pont      | Hely.     | Pont             | Hely.            | Pont          | Hely.         | Pont     | Hely.    | Pont   | Helyezés |
| ------------ | ----------- | --------- | --------- | ---------------- | ---------------- | ------------- | ------------- | -------- | -------- | ------ | -------- |
| Fiona Pennie | Kajak egyes | 100,52    | 1.        | nem állt rajthoz | nem állt rajthoz | 100,52        | 3.            | 101,81   | 2.       | 105,70 | 6.       |

## Kerékpározás

### BMX
| Versenyző     | Versenyszám | Selejtező | Selejtező | Negyeddöntő | Negyeddöntő | Elődöntő | Elődöntő | Döntő   | Döntő    | Helyezés |
| Versenyző     | Versenyszám | Idő       | Helyezés  | Pont        | Helyezés    | Pont     | Helyezés | Idő     | Helyezés | Helyezés |
| ------------- | ----------- | --------- | --------- | ----------- | ----------- | -------- | -------- | ------- | -------- | -------- |
| Kyle Evans    | Férfi       | 35,776    | 21.       | 19          | 7.          | kiesett  | kiesett  | kiesett | kiesett  | 25.      |
| Liam Phillips | Férfi       | 35,095    | 10.       | 28          | 8.          | kiesett  | kiesett  | kiesett | kiesett  | 31.      |

### Hegyi-kerékpározás
| Versenyző      | Versenyszám        | Idő     | Helyezés |
| -------------- | ------------------ | ------- | -------- |
| Grant Ferguson | Férfi terepverseny | 1:39:10 | 17.      |

### Országúti kerékpározás
Férfi
| Versenyző      | Versenyszám   | Idő             | Helyezés      |
| -------------- | ------------- | --------------- | ------------- |
| Steve Cummings | Mezőnyverseny | nem ért célba   | nem ért célba |
| Ian Stannard   | Mezőnyverseny | nem ért célba   | nem ért célba |
| Adam Yates     | Mezőnyverseny | 6:13:08 (+3:03) | 15.           |
| Chris Froome   | Mezőnyverseny | 6:13:03 (+2:58) | 12.           |
| Chris Froome   | Időfutam      | 1:13:17,54      |               |
| Geraint Thomas | Időfutam      | 1:14:52,85      | 9.            |
| Geraint Thomas | Mezőnyverseny | 6:12:34 (+2:29) | 11.           |

Női
| Versenyző         | Versenyszám   | Idő              | Helyezés |
| ----------------- | ------------- | ---------------- | -------- |
| Lizzie Armitstead | Mezőnyverseny | 3:51:47 (+0:20)  | 5.       |
| Nikki Harris      | Mezőnyverseny | 4:03:34 (+12:07) | 52.      |
| Emma Pooley       | Mezőnyverseny | 4:09:12 (+17:45) | 53.      |
| Emma Pooley       | Időfutam      | 46:31,98         | 14.      |

### Pálya-kerékpározás
Sprintversenyek
| Versenyző                                | Versenyszám  | Selejtező | Selejtező | 1. forduló                       | Vigaszág               | Vigaszág | 2. forduló                       | Vigaszág               | Vigaszág | 9–12. helyért          | 9–12. helyért | Negyeddöntő                                                               | 5–8. helyért           | 5–8. helyért | Elődöntő                                          | Döntő                                                                   | Helyezés |
| Versenyző                                | Versenyszám  | Idő       | Hely.     | Ellenfél Győztes idő             | Ellenfelek Győztes idő | Hely.    | Ellenfél Győztes idő             | Ellenfelek Győztes idő | Hely.    | Ellenfelek Győztes idő | Hely.         | Ellenfél Győztes idő                                                      | Ellenfelek Győztes idő | Hely.        | Ellenfél Győztes idő                              | Ellenfél Győztes idő                                                    | Helyezés |
| ---------------------------------------- | ------------ | --------- | --------- | -------------------------------- | ---------------------- | -------- | -------------------------------- | ---------------------- | -------- | ---------------------- | ------------- | ------------------------------------------------------------------------- | ---------------------- | ------------ | ------------------------------------------------- | ----------------------------------------------------------------------- | -------- |
| Jason Kenny                              | Férfi egyéni | 9,551     | 1.        | Maximilian Levy (GER) · 10,245   |                        |          | Fabián Puerta (COL) · 10,369     |                        |          |                        |               | Patrick Constable (AUS) · 10,341; 10,219                                  |                        |              | Gyenyisz Dmitrijev (RUS) · 10,139; 10,048; 10,071 | Callum Skinner (GBR) · 10,164; 9,916                                    |          |
| Callum Skinner                           | Férfi egyéni | 9,703     | 2.        | Patrick Constable (AUS) · 10,254 |                        |          | Patrick Constable (AUS) · 10,359 |                        |          |                        |               | Xu Chao (CHN) · 10,299; 10,212                                            |                        |              | Matthew Glaetzer (AUS) · 10,119; 10,244           | Jason Kenny (GBR) · 10,164; 9,916                                       |          |
| Becky James                              | Női egyéni   | 10,721    | 1.        | Volha Panarina (AZE) · 11,377    |                        |          | Virginie Cueff (FRA) · 11,375    |                        |          |                        |               | Csung Tien-si (Zhong Tianshi) (CHN) · 11,289; 11,243                      |                        |              | Elis Ligtlee (NED) · 11,246; 10,970               | Kristina Vogel (GER) · 11,237; 11,312                                   |          |
| Katy Marchant                            | Női egyéni   | 10,787    | 2.        | Monique Sullivan (CAN) · 11,499  |                        |          | Miriam Welte (GER) · 12,247      |                        |          |                        |               | Simona Krupeckaitė (LTU) · 11,225; 11,342                                 |                        |              | Kristina Vogel (GER) · 11,302; 11,153             | Bronzmérkőzés · Elis Ligtlee (NED) · 11,237; 11,424                     |          |
| Philip Hindes Jason Kenny Callum Skinner | Férfi csapat | 42,562    | 1.        |                                  |                        |          |                                  |                        |          |                        |               | Venezuela (VEN) · Hersony Canelón · César Marcano · Ángel Pulgar · 42,640 |                        |              |                                                   | Új-Zéland (NZL) · Eddie Dawkins · Ethan Mitchell · Sam Webster · 42,440 |          |

Üldözőversenyek
| Versenyző                                                | Versenyszám  | Selejtező | Selejtező | Elődöntő                                                                                        | Elődöntő  | Elődöntő | Döntő                                                                                             | Döntő     | Döntő    |
| Versenyző                                                | Versenyszám  | Idő       | Hely.     | Ellenfél Idő                                                                                    | Saját idő | Hely.    | Ellenfél Idő                                                                                      | Saját idő | Helyezés |
| -------------------------------------------------------- | ------------ | --------- | --------- | ----------------------------------------------------------------------------------------------- | --------- | -------- | ------------------------------------------------------------------------------------------------- | --------- | -------- |
| Steven Burke Ed Clancy Owain Doull Bradley Wiggins       | Férfi csapat | 3:51,943  | 1.        | Új-Zéland (NZL) · Pieter Bulling · Aaron Gate · Regan Gough · Dylan Kennett · 3:55,654          | 3:50,570  | 1.       | Ausztrália (AUS) · Jack Bobridge · Alex Edmondson · Michael Hepburn · Sam Welsford · 3:51,008     | 3:50,265  |          |
| Katie Archibald Elinor Barker Joanna Rowsell Laura Trott | Női csapat   | 4:13,260  | 1.        | Kanada (CAN) · Allison Beveridge · Jasmin Glaesser · Kirsti Lay · Georgia Simmerling · 4:15,636 | 4:12,152  | 1.       | Egyesült Államok (USA) · Kelly Catlin · Chloé Dygert · Sarah Hammer · Jennifer Valente · 4:12,454 | 4:10,236  |          |

Keirin
| Versenyző      | Versenyszám | 1. forduló | Vigaszág | 2. forduló | 7–12. helyért | Döntő    | Helyezés |
| Versenyző      | Versenyszám | Helyezés   | Helyezés | Helyezés   | Helyezés      | Helyezés | Helyezés |
| -------------- | ----------- | ---------- | -------- | ---------- | ------------- | -------- | -------- |
| Jason Kenny    | Férfi       | 1.         | erőnyerő | 1.         |               | 1.       |          |
| Callum Skinner | Férfi       | 6.         | kizárták | kiesett    | kiesett       | kiesett  | 25.      |
| Becky James    | Női         | 1.         | erőnyerő | 2.         |               | 2.       |          |

Omnium
| Versenyző      | Versenyszám | 15 km-es scratch | 15 km-es scratch | 4 km-es egyéni üldözőverseny | 4 km-es egyéni üldözőverseny | 4 km-es egyéni üldözőverseny | Kieséses verseny | Kieséses verseny | 1000 m-es időfutam | 1000 m-es időfutam | 1000 m-es időfutam | 250 méter repülő rajt | 250 méter repülő rajt | 250 méter repülő rajt | 30 km-es pontverseny | 30 km-es pontverseny | Összesítés | Összesítés |
| Versenyző      | Versenyszám | Pont             | Hely.            | Idő                          | Pont                         | Hely.                        | Pont             | Hely.            | Idő                | Pont               | Hely.              | Idő                   | Pont                  | Hely.                 | Pont                 | Hely.                | Pont       | Helyezés   |
| -------------- | ----------- | ---------------- | ---------------- | ---------------------------- | ---------------------------- | ---------------------------- | ---------------- | ---------------- | ------------------ | ------------------ | ------------------ | --------------------- | --------------------- | --------------------- | -------------------- | -------------------- | ---------- | ---------- |
| Mark Cavendish | Férfi       | 30               | 6.               | 4:16,878                     | 38                           | 2.                           | 28               | 7.               | 1:02,868           | 30                 | 6.                 | 12,793                | 36                    | 3.                    | 32                   | 4.                   | 194        |            |

| Versenyző   | Versenyszám | 10 km-es scratch | 10 km-es scratch | 3 km-es egyéni üldözőverseny | 3 km-es egyéni üldözőverseny | 3 km-es egyéni üldözőverseny | Kieséses verseny | Kieséses verseny | 500 m-es időfutam | 500 m-es időfutam | 500 m-es időfutam | 250 méter repülő rajt | 250 méter repülő rajt | 250 méter repülő rajt | 20 km-es pontverseny | 20 km-es pontverseny | Összesítés | Összesítés |
| Versenyző   | Versenyszám | Pont             | Hely.            | Idő                          | Pont                         | Hely.                        | Pont             | Hely.            | Idő               | Pont              | Hely.             | Idő                   | Pont                  | Hely.                 | Pont                 | Hely.                | Pont       | Helyezés   |
| ----------- | ----------- | ---------------- | ---------------- | ---------------------------- | ---------------------------- | ---------------------------- | ---------------- | ---------------- | ----------------- | ----------------- | ----------------- | --------------------- | --------------------- | --------------------- | -------------------- | -------------------- | ---------- | ---------- |
| Laura Trott | Női         | 38               | 2.               | 3:25,054                     | 40                           | 1.                           | 40               | 1.               | 35,253            | 38                | 2.                | 13,708                | 40                    | 1.                    | 34                   | 7.                   | 230        |            |

## Lovaglás
Kvalifikáció
Az ország versenyzői 2014 augusztusában a Caen-ban megrendezett lovas világjátékokon ezüstérmet szereztek a díjlovaglás csapatversenyén, ezzel az eredménnyel Nagy-Britannia színeiben egy teljes díjlovaglócsapat szerzett kvótát az olimpiai játékokra. Ennek köszönhetően Nagy-Britannia – Németország és Hollandia mellett – egyike lett annak a három nemzetnek, amelynek elsőként sikerült kvalifikálnia magát a 2016-os játékokra. Ugyanezen az eseményen, a lovastusa csapatszámában a brit sportolók ezüstérmet szereztek, így az ország lovastusacsapata is kvótát szerzett az olimpiára.
Díjlovaglás
| Versenyző                                                   | Ló                                      | Versenyszám | 1. kör | 1. kör | 2. kör | 2. kör | Döntő   | Döntő   | Végeredmény | Végeredmény |
| Versenyző                                                   | Ló                                      | Versenyszám | Pont   | Hely.  | Pont   | Hely.  | Pont    | Hely.   | Pont        | Helyezés    |
| ----------------------------------------------------------- | --------------------------------------- | ----------- | ------ | ------ | ------ | ------ | ------- | ------- | ----------- | ----------- |
| Fiona Bigwood                                               | Orthilia                                | Egyéni      | 77,157 | 8.     | 74,342 | 16.    | 76,018  | 17.     | 76,018      | 17.         |
| Charlotte Dujardin                                          | Valegro                                 | Egyéni      | 85,071 | 1.     | 82,983 | 2.     | 93,857  | 1.      | 93,857      |             |
| Carl Hester                                                 | Nip Tuck                                | Egyéni      | 75,529 | 15.    | 76,485 | 9.     | 82,553  | 7.      | 82,553      | 7.          |
| Spencer Wilton                                              | Super Nova II                           | Egyéni      | 72,686 | 25.*   | 73,613 | 21.    | kiesett | kiesett | kiesett     | kiesett     |
| Fiona Bigwood Charlotte Dujardin Carl Hester Spencer Wilton | Orthilia Valegro Nip Tuck Super Nova II | Csapat      | 79,252 | 2.     | 77,937 | 2.     |         |         | 78,595      |             |

Díjugratás
| Versenyző                                             | Ló                                    | Versenyszám | Selejtező | Selejtező | Selejtező | Selejtező | Selejtező | Selejtező        | Selejtező        | Selejtező        | Döntő   | Döntő   | Döntő   | Végeredmény | Végeredmény |
| Versenyző                                             | Ló                                    | Versenyszám | 1. kör    | 1. kör    | 2. kör    | 2. kör    | 2. kör    | 3. kör           | 3. kör           | 3. kör           | 1. kör  | 1. kör  | 2. kör  | Végeredmény | Végeredmény |
| Versenyző                                             | Ló                                    | Versenyszám | Bünt.     | Hely.     | Bünt.     | Össz.     | Hely.     | Bünt.            | Össz.            | Hely.            | Bünt.   | Hely.   | Bünt.   | Bünt.       | Helyezés    |
| ----------------------------------------------------- | ------------------------------------- | ----------- | --------- | --------- | --------- | --------- | --------- | ---------------- | ---------------- | ---------------- | ------- | ------- | ------- | ----------- | ----------- |
| Ben Maher                                             | Tic Tac                               | Egyéni      | 4         | 27.       | 4         | 8         | 30.       | 1                | 9                | 23.              | 4       | 16.     | 13      | 17          | 25.         |
| Nick Skelton                                          | Big Star                              | Egyéni      | 4         | 27.       | 4         | 8         | 30.       | 5                | 13               | 33.              | 0       | 1.      | 0+0     | 0           |             |
| John Whitaker                                         | Ornellaia                             | Egyéni      | 0         | 1.        | 23        | 23        | 57.       | kiesett          | kiesett          | kiesett          | kiesett | kiesett | kiesett | kiesett     | kiesett     |
| Michael Whitaker                                      | Cassionato                            | Egyéni      | 4         | 27.       | 5         | 9         | 42.       | nem állt rajthoz | nem állt rajthoz | nem állt rajthoz | kiesett | kiesett | kiesett | kiesett     | kiesett     |
| Ben Maher Nick Skelton John Whitaker Michael Whitaker | Tic Tac Big Star Ornellaia Cassionato | Csapat      |           |           |           |           |           |                  |                  |                  | 13      | 12.     | kiesett | kiesett     | kiesett     |

Lovastusa
| Versenyző                                                  | Ló                                                    | Versenyszám | Díjlovaglás | Díjlovaglás | Tereplovaglás | Tereplovaglás | Tereplovaglás | Díjugratás | Díjugratás  | Díjugratás | Díjugratás | Végeredmény | Végeredmény |
| Versenyző                                                  | Ló                                                    | Versenyszám | Díjlovaglás | Díjlovaglás | Tereplovaglás | Tereplovaglás | Tereplovaglás | Selejtező  | Selejtező   | Selejtező  | Döntő      | Végeredmény | Végeredmény |
| Versenyző                                                  | Ló                                                    | Versenyszám | Bünt.       | Hely.       | Bünt.         | Bünt. össz.   | Hely.         | Bünt.      | Bünt. össz. | Hely.      | Bünt.      | Bünt.       | Helyezés    |
| ---------------------------------------------------------- | ----------------------------------------------------- | ----------- | ----------- | ----------- | ------------- | ------------- | ------------- | ---------- | ----------- | ---------- | ---------- | ----------- | ----------- |
| William Fox-Pitt                                           | Chilli Morning                                        | Egyéni      | 37,0        | 1.          | 30,4          | 67,4          | 22.           | 0,0        | 67,4        | 18.        | 0,0        | 67,4        | 12.         |
| Pippa Funnell                                              | Billy the Biz                                         | Egyéni      | 43,9        | 16.         | 40,4          | 84,3          | 28.           | 0,0        | 84,3        | 26.        | kiesett    | 84,3        | 26.         |
| Kitty King                                                 | Ceylor L A N                                          | Egyéni      | 46,8        | 26.         | 53,6          | 100,4         | 34.           | 0,0        | 100,4       | 30.        | kiesett    | 100,4       | 30.         |
| Gemma Tattersall                                           | Quicklook V                                           | Egyéni      | 47,2        | 32.         | 89,6          | 136,8         | 44.           | 4,0        | 140,8       | 41.        | kiesett    | 140,8       | 41.         |
| William Fox-Pitt Pippa Funnell Kitty King Gemma Tattersall | Chilli Morning Billy the Biz Ceylor L A N Quicklook V | Csapat      | 127,7       | 4.          | 124,4         | 252,1         | 8.            |            |             |            | 0,0        | 252,1       | 5.          |

* - egy másik versenyzővel azonos eredményt ért el

## Műugrás
Férfi
| Versenyző                   | Versenyszám          | Selejtező | Selejtező | Elődöntő | Elődöntő | Döntő   | Döntő    |
| Versenyző                   | Versenyszám          | Pont      | Helyezés  | Pont     | Helyezés | Pont    | Helyezés |
| --------------------------- | -------------------- | --------- | --------- | -------- | -------- | ------- | -------- |
| Jack Laugher                | Egyéni műugrás       | 439,95    | 7.        | 389,40   | 12.      | 523,85  |          |
| Freddie Woodward            | Egyéni műugrás       | 388,15    | 19.       | kiesett  | kiesett  | kiesett | kiesett  |
| Tom Daley                   | Egyéni toronyugrás   | 571,85    | 1.        | 403,25   | 18.      | kiesett | kiesett  |
| Jack Laugher Chris Mears    | Szinkron műugrás     |           |           |          |          | 454,32  |          |
| Tom Daley Daniel Goodfellow | Szinkron toronyugrás |           |           |          |          | 444,45  |          |

Női
| Versenyző                       | Versenyszám          | Selejtező | Selejtező | Elődöntő | Elődöntő | Döntő   | Döntő    |
| Versenyző                       | Versenyszám          | Pont      | Helyezés  | Pont     | Helyezés | Pont    | Helyezés |
| ------------------------------- | -------------------- | --------- | --------- | -------- | -------- | ------- | -------- |
| Rebecca Gallantree              | Egyéni műugrás       | 286,65    | 20.       | kiesett  | kiesett  | kiesett | kiesett  |
| Grace Reid                      | Egyéni műugrás       | 304,95    | 14.       | 314,25   | 11.      | 318,60  | 8.       |
| Sarah Barrow                    | Egyéni toronyugrás   | 277,40    | 23.       | kiesett  | kiesett  | kiesett | kiesett  |
| Tonia Couch                     | Egyéni toronyugrás   | 332,80    | 5.        | 318,00   | 10.      | 323,70  | 12.      |
| Alicia Blagg Rebecca Gallantree | Szinkron műugrás     |           |           |          |          | 292,83  | 6.       |
| Tonia Couch Lois Toulson        | Szinkron toronyugrás |           |           |          |          | 319,44  | 5.       |

## Ökölvívás
Férfi
| Versenyző       | Versenyszám     | Selejtező                        | Nyolcaddöntő                     | Negyeddöntő                       | Elődöntő                           | Döntő                 | Helyezés |
| Versenyző       | Versenyszám     | Ellenfél Eredmény                | Ellenfél Eredmény                | Ellenfél Eredmény                 | Ellenfél Eredmény                  | Ellenfél Eredmény     | Helyezés |
| --------------- | --------------- | -------------------------------- | -------------------------------- | --------------------------------- | ---------------------------------- | --------------------- | -------- |
| Galal Yafai     | Papírsúly       | Simplice Fotsala (CMR) · 3-0     | Joahnys Argilagos (CUB) · 1-2    | kiesett                           | kiesett                            | kiesett               | 9.       |
| Mohammed Ali    | Légsúly         | erőnyerő                         | Yoel Finol (VEN) · 0-3           | kiesett                           | kiesett                            | kiesett               | 9.       |
| Qais Ashfaq     | Harmatsúly      | Chatchai Butdee (THA) · 0-3      | kiesett                          | kiesett                           | kiesett                            | kiesett               | 17.      |
| Joseph Cordina  | Könnyűsúly      | Charly Suarez (PHI) · 2-1        | Xurshid Tojibaev (UZB) · 0-2     | kiesett                           | kiesett                            | kiesett               | 9.       |
| Pat McCormack   | Kisváltósúly    | Ablaikhan Zhussupov (KAZ) · 2-1  | Yasnier Toledo (CUB) · 1-2       | kiesett                           | kiesett                            | kiesett               | 9.       |
| Josh Kelly      | Váltósúly       | Walid Mohamed (EGY) · 3-0        | Danyijar Jeleuszinov (KAZ) · 0-3 | kiesett                           | kiesett                            | kiesett               | 9.       |
| Antony Fowler   | Középsúly       | Zhanibek Alimkhanuly (KAZ) · 0-3 | kiesett                          | kiesett                           | kiesett                            | kiesett               | 16.      |
| Joshua Buatsi   | Félnehézsúly    | Kennedy Katende (UGA) · RSC      | Elshod Rasulov (UZB) · KO        | Abd el-Hafíd Bensabla (ALG) · 3-0 | Agyilbek Nyijazimbetov (KAZ) · 0-3 | kiesett               |          |
| Lawrence Okolie | Nehézsúly       | Igor Jakubowski (POL) · 3-0      | Erislandy Savón (CUB) · 0-3      | kiesett                           | kiesett                            | kiesett               | 9.       |
| Joe Joyce       | Szupernehézsúly | erőnyerő                         | Davilson Morais (CPV) · RSC      | Bakhodir Jalolov (UZB) · 3-0      | Ivan Dicsko (KAZ) · 3-0            | Tony Yoka (FRA) · 1-2 |          |

Női
| Versenyző         | Versenyszám | Selejtező                | Negyeddöntő                 | Elődöntő                              | Döntő                        | Helyezés |
| Versenyző         | Versenyszám | Ellenfél Eredmény        | Ellenfél Eredmény           | Ellenfél Eredmény                     | Ellenfél Eredmény            | Helyezés |
| ----------------- | ----------- | ------------------------ | --------------------------- | ------------------------------------- | ---------------------------- | -------- |
| Nicola Adams      | Légsúly     | erőnyerő                 | Tetiana Kob (UKR) · 3-0     | Zsen Can-can (Ren Cancan) (CHN) · 3-0 | Sarah Ourahmoune (FRA) · 3-0 |          |
| Savannah Marshall | Középsúly   | Anna Laurell (SWE) · 3-0 | Nouchka Fontijn (NED) · 0-2 | kiesett                               | kiesett                      | 5.       |

## Öttusa
| Versenyző       | Versenyszám | Vívás (V) | Vívás (V) | Úszás   | Úszás | Úszás | Bónusz vívás (B) | Bónusz vívás (B) | Bónusz vívás (B) | Lovaglás | Lovaglás | Lovaglás | Lovaglás | Futás/Lövészet | Futás/Lövészet | Futás/Lövészet | Futás/Lövészet | Összesen    | Összesen |
| Versenyző       | Versenyszám | Eredmény  | Pont      | Idő     | Pont  | Hely. | Eredmény         | Pont             | V+B Hely.        | Idő      | Hibapont | Pont     | Hely.    | Lövőhiba       | Idő            | Pont           | Hely.          | Összes pont | Helyezés |
| --------------- | ----------- | --------- | --------- | ------- | ----- | ----- | ---------------- | ---------------- | ---------------- | -------- | -------- | -------- | -------- | -------------- | -------------- | -------------- | -------------- | ----------- | -------- |
| Joe Choong      | Férfi       | 22–13     | 222*      | 1:58,50 | 345   | 3.    | 2–1              | 2                | 8.               | 70,31    | 7        | 293      | 8.       | 5              | 11:51,59       | 589            | 28.            | 1451        | 10.      |
| James Cooke     | Férfi       | 14–21     | 184       | 1:55,60 | 354   | 1.    | 1–1              | 1                | 28.              | 80,48    | 12       | 288      | 11.      | 10             | 11:31,07       | 609            | 19.            | 1436        | 14.      |
| Kate French     | Női         | 17–18     | 202       | 2:16,17 | 292   | 15.   | 0–1              | 0                | 17.              | 75,49    | 0        | 300      | 1.       | 5              | 12:43,08       | 537            | 8.             | 1331        | 5.       |
| Samantha Murray | Női         | 14–21     | 184       | 2:10,81 | 308   | 4.    | 8–1              | 8                | 24.              | 73,23    | 21       | 279      | 21.      | 8              | 12:38,54       | 542            | 7.             | 1321        | 8.       |

* - 10 pont levonva büntetés miatt

## Rögbi

### Férfi
| Brit férfi rögbi-játékoskeret                                                              | Brit férfi rögbi-játékoskeret                                                                      |
| ------------------------------------------------------------------------------------------ | -------------------------------------------------------------------------------------------------- |
| - Mark Bennett - Dan Bibby - Phil Burgess - Sam Cross - James Davies - Ollie Lindsay-Hague | - Ruaridh McConnochie - Tom Mitchell - Dan Norton - Mark Robertson - James Rodwell - Marcus Watson |

#### Eredmények
Csoportkör
C csoport
| Csapat               | M | Gy | D | V | P+ | P– | Pk  | P |
| -------------------- | - | -- | - | - | -- | -- | --- | - |
| Nagy-Britannia (GBR) | 3 | 3  | 0 | 0 | 73 | 45 | +28 | 9 |
| Japán (JPN)          | 3 | 2  | 0 | 1 | 64 | 40 | +24 | 7 |
| Új-Zéland (NZL)      | 3 | 1  | 0 | 2 | 59 | 40 | +19 | 5 |
| Kenya (KEN)          | 3 | 0  | 0 | 3 | 19 | 90 | –71 | 3 |

| 2016. augusztus 9. 12:00 (17:00) |                    | Nagy-Britannia (GBR) | 31–7 | Kenya (KEN) |  | Deodoro Stadion, Rio de Janeiro |
| 2016. augusztus 9. 12:00 (17:00) | (24–0) Jegyzőkönyv |                      |      |             |  | Deodoro Stadion, Rio de Janeiro |

| 2016. augusztus 9. 17:00 (22:00) |                    | Nagy-Britannia (GBR) | 21–19 | Japán (JPN) |  | Deodoro Stadion, Rio de Janeiro |
| 2016. augusztus 9. 17:00 (22:00) | (14–7) Jegyzőkönyv |                      |       |             |  | Deodoro Stadion, Rio de Janeiro |

| 2016. augusztus 10. 12:30 (17:30) |                    | Új-Zéland (NZL) | 19–21 | Nagy-Britannia (GBR) |  | Deodoro Stadion, Rio de Janeiro |
| 2016. augusztus 10. 12:30 (17:30) | (0–21) Jegyzőkönyv |                 |       |                      |  | Deodoro Stadion, Rio de Janeiro |

Negyeddöntő
| 2016. augusztus 10. 18:00 (23:00) |                        | Nagy-Britannia (GBR) | 5–0 (h.u.) | Argentína (ARG) |  | Deodoro Stadion, Rio de Janeiro |
| 2016. augusztus 10. 18:00 (23:00) | (0–0, 0–0) Jegyzőkönyv |                      |            |                 |  | Deodoro Stadion, Rio de Janeiro |

Elődöntő
| 2016. augusztus 11. 15:00 (20:00) |                   | Nagy-Britannia (GBR) | 7–5 | Dél-afrikai Köztársaság (RSA) |  | Deodoro Stadion, Rio de Janeiro |
| 2016. augusztus 11. 15:00 (20:00) | (0–5) Jegyzőkönyv |                      |     |                               |  | Deodoro Stadion, Rio de Janeiro |

Döntő
| 2016. augusztus 11. 19:00 (00:00) |                    | Fidzsi-szigetek (FIJ) | 43–7 | Nagy-Britannia (GBR) |  | Deodoro Stadion, Rio de Janeiro |
| 2016. augusztus 11. 19:00 (00:00) | (29–0) Jegyzőkönyv |                       |      |                      |  | Deodoro Stadion, Rio de Janeiro |

| Csapat               | Helyezés |
| -------------------- | -------- |
| Nagy-Britannia (GBR) |          |

### Női
| Brit női rögbi-játékoskeret                                                                | Brit női rögbi-játékoskeret                                                                               |
| ------------------------------------------------------------------------------------------ | --- |
| - Claire Allan - Abbie Brown - Heather Fisher - Natasha Hunt - Jasmine Joyce - Katy McLean | - Alice Richardson - Emily Scarratt - Emily Scott - Danielle Waterman - Joanne Watmore - Amy Wilson-Hardy |

#### Eredmények
Csoportkör
C csoport
| Csapat               | M | Gy | D | V | P+ | P–  | Pk   | P |
| -------------------- | - | -- | - | - | -- | --- | ---- | - |
| Nagy-Britannia (GBR) | 3 | 3  | 0 | 0 | 91 | 3   | +88  | 9 |
| Kanada (CAN)         | 3 | 2  | 0 | 1 | 83 | 22  | +61  | 7 |
| Brazília (BRA)       | 3 | 1  | 0 | 2 | 29 | 77  | –48  | 5 |
| Japán (JPN)          | 3 | 0  | 0 | 3 | 10 | 111 | –101 | 3 |

| 2016. augusztus 6. 12:00 (17:00) |                   | Nagy-Britannia (GBR) | 29–3 | Brazília (BRA) |  | Deodoro Stadion, Rio de Janeiro |
| 2016. augusztus 6. 12:00 (17:00) | (7–3) Jegyzőkönyv |                      |      |                |  | Deodoro Stadion, Rio de Janeiro |

| 2016. augusztus 6. 17:00 (22:00) |                    | Nagy-Britannia (GBR) | 40–0 | Japán (JPN) |  | Deodoro Stadion, Rio de Janeiro |
| 2016. augusztus 6. 17:00 (22:00) | (26–0) Jegyzőkönyv |                      |      |             |  | Deodoro Stadion, Rio de Janeiro |

| 2016. augusztus 7. 12:30 (17:30) |                    | Kanada (CAN) | 0–22 | Nagy-Britannia (GBR) |  | Deodoro Stadion, Rio de Janeiro |
| 2016. augusztus 7. 12:30 (17:30) | (0–10) Jegyzőkönyv |              |      |                      |  | Deodoro Stadion, Rio de Janeiro |

Negyeddöntő
| 2016. augusztus 7. 18:00 (23:00) |                    | Nagy-Britannia (GBR) | 26–7 | Fidzsi-szigetek (FIJ) |  | Deodoro Stadion, Rio de Janeiro |
| 2016. augusztus 7. 18:00 (23:00) | (19–7) Jegyzőkönyv |                      |      |                       |  | Deodoro Stadion, Rio de Janeiro |

Elődöntő
| 2016. augusztus 8. 15:00 (20:00) |                    | Nagy-Britannia (GBR) | 7–25 | Új-Zéland (NZL) |  | Deodoro Stadion, Rio de Janeiro |
| 2016. augusztus 8. 15:00 (20:00) | (7–15) Jegyzőkönyv |                      |      |                 |  | Deodoro Stadion, Rio de Janeiro |

Bronzmérkőzés
| 2016. augusztus 8. 18:30 (23:30) |                    | Kanada (CAN) | 33–10 | Nagy-Britannia (GBR) |  | Deodoro Stadion, Rio de Janeiro |
| 2016. augusztus 8. 18:30 (23:30) | (26–5) Jegyzőkönyv |              |       |                      |  | Deodoro Stadion, Rio de Janeiro |

| Csapat               | Helyezés |
| -------------------- | -------- |
| Nagy-Britannia (GBR) | 4.       |

## Sportlövészet
Férfi
| Versenyző    | Versenyszám | Selejtező | Selejtező | Elődöntő | Elődöntő | Döntő | Döntő    |
| Versenyző    | Versenyszám | Pont      | Helyezés  | Pont     | Helyezés | Pont  | Helyezés |
| ------------ | ----------- | --------- | --------- | -------- | -------- | ----- | -------- |
| Edward Ling  | Trap        | 120       | 2.        | 12       | 4.       | 13    |          |
| Tim Kneale   | Dupla trap  | 139       | 3.        | 26       | 4.       | 28    | 4.       |
| Steven Scott | Dupla trap  | 138       | 4.        | 26       | 3.       | 30    |          |

Női
| Versenyző          | Versenyszám           | Selejtező | Selejtező | Elődöntő | Elődöntő | Döntő   | Döntő    |
| Versenyző          | Versenyszám           | Pont      | Helyezés  | Pont     | Helyezés | Pont    | Helyezés |
| ------------------ | --------------------- | --------- | --------- | -------- | -------- | ------- | -------- |
| Jennifer McIntosh  | Légpuska              | 414,7     | 15.       |          |          | kiesett | kiesett  |
| Jennifer McIntosh  | Sportpuska, összetett | 578       | 18.       |          |          | kiesett | kiesett  |
| Amber Hill         | Skeet                 | 70        | 5.        | 13       | 6.       | kiesett | kiesett  |
| Elena Little-Allen | Skeet                 | 64        | 14.       | kiesett  | kiesett  | kiesett | kiesett  |

## Súlyemelés
Férfi
| Versenyző     | Versenyszám | Szakítás | Szakítás | Lökés    | Lökés    | Összesen | Helyezés |
| Versenyző     | Versenyszám | Eredmény | Helyezés | Eredmény | Helyezés | Összesen | Helyezés |
| ------------- | ----------- | -------- | -------- | -------- | -------- | -------- | -------- |
| Sonny Webster | 94 kg       | 148      | 14.      | 185      | 14.      | 333      | 14.      |

Női
| Versenyző     | Versenyszám | Szakítás | Szakítás | Lökés    | Lökés    | Összesen | Helyezés |
| Versenyző     | Versenyszám | Eredmény | Helyezés | Eredmény | Helyezés | Összesen | Helyezés |
| ------------- | ----------- | -------- | -------- | -------- | -------- | -------- | -------- |
| Rebekah Tiler | 69 kg       | 101      | 10.      | 126      | 10.      | 227      | 10.      |

## Szinkronúszás
| Versenyző                           | Versenyszám | Technikai gyakorlat | Technikai gyakorlat | Selejtező        | Selejtező        | Selejtező  | Selejtező  | Döntő            | Döntő            | Döntő      | Döntő      | Helyezés |
| Versenyző                           | Versenyszám | Technikai gyakorlat | Technikai gyakorlat | Szabad gyakorlat | Szabad gyakorlat | Összesítés | Összesítés | Szabad gyakorlat | Szabad gyakorlat | Összesítés | Összesítés | Helyezés |
| Versenyző                           | Versenyszám | Pont                | Hely.               | Pont             | Hely.            | Pont       | Hely.      | Pont             | Hely.            | Pont       | Hely.      | Helyezés |
| ----------------------------------- | ----------- | ------------------- | ------------------- | ---------------- | ---------------- | ---------- | ---------- | ---------------- | ---------------- | ---------- | ---------- | -------- |
| Katie Clark Olivia Allison-Federici | Páros       | 80,7650             | 16.                 | 79,9667          | 18.              | 160,7317   | 17.        | kiesett          | kiesett          | kiesett    | kiesett    | 17.      |

## Taekwondo
Férfi
| Versenyző       | Versenyszám | Nyolcaddöntő               | Negyeddöntő                | Elődöntő                 | Vigaszág elődöntő | Bronz- mérkőzés             | Döntő                           | Helyezés |
| Versenyző       | Versenyszám | Ellenfél Eredmény          | Ellenfél Eredmény          | Ellenfél Eredmény        | Ellenfél Eredmény | Ellenfél Eredmény           | Ellenfél Eredmény               | Helyezés |
| --------------- | ----------- | -------------------------- | -------------------------- | ------------------------ | ----------------- | --------------------------- | ------------------------------- | -------- |
| Lutalo Muhammad | Váltósúly   | Hayder Shkara (AUS) · 14-0 | Steven López (USA) · 9-2   | Milad Beigi (AZE) · 12-7 |                   |                             | Cheick Sallah Cissé (CIV) · 6-8 |          |
| Mahama Cho      | Nehézsúly   | Anthony Obame (GAB) · 12-6 | Sajjad Mardani (IRI) · 4-3 | Radik Isayev (AZE) · 1-4 |                   | Maicon Siqueira (BRA) · 4-5 |                                 | 5.       |

Női
| Versenyző      | Versenyszám | Nyolcaddöntő                  | Negyeddöntő                 | Elődöntő                                | Vigaszág elődöntő | Bronz- mérkőzés         | Döntő                  | Helyezés |
| Versenyző      | Versenyszám | Ellenfél Eredmény             | Ellenfél Eredmény           | Ellenfél Eredmény                       | Ellenfél Eredmény | Ellenfél Eredmény       | Ellenfél Eredmény      | Helyezés |
| -------------- | ----------- | ----------------------------- | --------------------------- | --------------------------------------- | ----------------- | ----------------------- | ---------------------- | -------- |
| Jade Jones     | Pehelysúly  | Naima Bakkal (MAR) · 12-4     | Raheleh Asemani (BEL) · 7-2 | Nikita Glasnovic (SWE) · 9-4            |                   |                         | Eva Calvo (ESP) · 16-7 |          |
| Bianca Walkden | Nehézsúly   | Samantha Kassman (PNG) · 14-1 | Milica Mandić (SRB) · 5-0   | Cseng Su-jin (Zheng Shuyin) (CHN) · 1-4 |                   | Wiam Dislam (MAR) · 7-1 |                        |          |

## Tenisz
Férfi
| Versenyző                    | Versenyszám | 64-es főtábla                    | 32-es főtábla                                                           | Nyolcaddöntő                        | Negyeddöntő                              | Elődöntő                      | Bronz- mérkőzés   | Döntő                                            | Helyezés |
| Versenyző                    | Versenyszám | Ellenfél Eredmény                | Ellenfél Eredmény                                                       | Ellenfél Eredmény                   | Ellenfél Eredmény                        | Ellenfél Eredmény             | Ellenfél Eredmény | Ellenfél Eredmény                                | Helyezés |
| ---------------------------- | ----------- | -------------------------------- | ----------------------------------------------------------------------- | ----------------------------------- | ---------------------------------------- | ----------------------------- | ----------------- | ------------------------------------------------ | -------- |
| Kyle Edmund                  | Egyes       | Jordan Thompson (AUS) · 6-4, 6-2 | Daniel Taró (JPN) · 4-6, 5-7                                            | kiesett                             | kiesett                                  | kiesett                       | kiesett           | kiesett                                          | 17.      |
| Andy Murray                  | Egyes       | Viktor Troicki (SRB) · 6-3, 6-2  | Juan Mónaco (ARG) · 6-3, 6-1                                            | Fabio Fognini (ITA) · 6-1, 2-6, 6-3 | Steve Johnson (USA) · 6-0, 4-6, 7-6(7–2) | Nisikori Kei (JPN) · 6-1, 6-4 |                   | Juan Martín del Potro (ARG) · 7-5, 4-6, 6-2, 7-5 |          |
| Andy Murray Jamie Murray     | Páros       |                                  | Brazília (BRA) · Thomaz Bellucci · André Sá · 6-7(6–8), 6-7(14–16)      | kiesett                             | kiesett                                  | kiesett                       | kiesett           | kiesett                                          | 17.      |
| Colin Fleming Dominic Inglot | Páros       |                                  | Mexikó (MEX) · Santiago González · Miguel Ángel Reyes-Varela · 3-6, 0-6 | kiesett                             | kiesett                                  | kiesett                       | kiesett           | kiesett                                          | 17.      |

Női
| Versenyző                    | Versenyszám | 64-es főtábla                                     | 32-es főtábla                                                  | Nyolcaddöntő                                                                                     | Negyeddöntő                       | Elődöntő          | Bronz- mérkőzés   | Döntő             | Helyezés |
| Versenyző                    | Versenyszám | Ellenfél Eredmény                                 | Ellenfél Eredmény                                              | Ellenfél Eredmény                                                                                | Ellenfél Eredmény                 | Ellenfél Eredmény | Ellenfél Eredmény | Ellenfél Eredmény | Helyezés |
| ---------------------------- | ----------- | ------------------------------------------------- | -------------------------------------------------------------- | ------------------------------------------------------------------------------------------------ | --------------------------------- | ----------------- | ----------------- | ----------------- | -------- |
| Konta Johanna                | Egyes       | Stephanie Vogt (LIE) · 6-3, 6-1                   | Caroline Garcia (FRA) · 6-2, 6-3                               | Szvetlana Kuznyecova (RUS) · 3-6, 7-5, 7-5                                                       | Angelique Kerber (GER) · 1-6, 2-6 | kiesett           | kiesett           | kiesett           | 5.       |
| Heather Watson               | Egyes       | Peng Suaj (Peng Shuai) (CHN) · 6-4, 6-7(5–7), 6-3 | Elina Szvitolina (UKR) · 3-6, 6-1, 3-6                         | kiesett                                                                                          | kiesett                           | kiesett           | kiesett           | kiesett           | 17.      |
| Konta Johanna Heather Watson | Páros       |                                                   | Szerbia (SRB) · Jelena Janković · Aleksandra Krunić · 6-2, 6-1 | Tajvan (TPE) · Csang Hao-csing (Chan Hao-ching) · Csan Jung-zsan (Chan Yung-jan) · 6-3, 0-6, 4-6 | kiesett                           | kiesett           | kiesett           | kiesett           | 9.       |

Vegyes
| Versenyző                  | Versenyszám | Nyolcaddöntő                                                          | Negyeddöntő                                            | Elődöntő          | Bronz- mérkőzés   | Döntő             | Helyezés |
| Versenyző                  | Versenyszám | Ellenfél Eredmény                                                     | Ellenfél Eredmény                                      | Ellenfél Eredmény | Ellenfél Eredmény | Ellenfél Eredmény | Helyezés |
| -------------------------- | ----------- | --------------------------------------------------------------------- | ------------------------------------------------------ | ----------------- | ----------------- | ----------------- | -------- |
| Konta Johanna Jamie Murray | Páros       | Egyesült Államok (USA) · Bethanie Mattek-Sands · Jack Sock · 4-6, 3-6 | kiesett                                                | kiesett           | kiesett           | kiesett           | 9.       |
| Andy Murray Heather Watson | Páros       | Spanyolország (ESP) · David Ferrer · Carla Suárez Navarro · 6-3, 6-3  | India (IND) · Róhan Bópanna · Szánija Mirza · 4-6, 4-6 | kiesett           | kiesett           | kiesett           | 5.       |

## Tollaslabda
| Versenyző                     | Versenyszám  | Csoportkör | Csoportkör | Nyolcaddöntő                               | Negyeddöntő                                                   | Elődöntő                                                                      | Bronz- mérkőzés                                         | Döntő             | Helyezés |
| Versenyző                     | Versenyszám  | Ellenfél Eredmény | Hely.      | Ellenfél Eredmény                          | Ellenfél Eredmény                                             | Ellenfél Eredmény                                                             | Ellenfél Eredmény                                       | Ellenfél Eredmény | Helyezés |
| ----------------------------- | ------------ | --- | ---------- | ------------------------------------------ | ------------------------------------------------------------- | ----------------------------------------------------------------------------- | ------------------------------------------------------- | ----------------- | -------- |
| Rajiv Ouseph                  | Férfi egyes  | I csoport · Petr Koukal (CZE) · 21–14, 21–18 · Szaszaki Só (JPN) · 21–15, 21–9 | 1.         | Tommy Sugiarto (INA) · 21–13, 14–21, 21–16 | Viktor Axelsen (DEN) · 12–21, 16–21                           | kiesett                                                                       | kiesett                                                 | kiesett           | 5.       |
| Marcus Ellis Chris Langridge  | Férfi páros  | C csoport · Dánia (DEN) · Mathias Boe · Carsten Mogensen · 9–21, 21–9, 16–21 · Dél-Korea (KOR) · Kim Gidzsong (Kim Gi-jeong) · Kim Szarang (Kim Sa-rang) · 17–21, 25–23, 21–18 · Lengyelország (POL) · Adam Cwalina · Przemysław Wacha · 21–18, 21–16         | 2.         |                                            | Japán (JPN) · Hiroyuki Endo · Kenichi Hayakawa · 21–19, 21–17 | Kína (CHN) · Fu Haj-feng (Fu Hai-feng) · Csang Nan (Zhang Nan) · 14–21, 18–21 | Kína (CHN) · Chai Biao · Hong Wei · 21–18, 19–21, 21–10 |                   |          |
| Kirsty Gilmour                | Női egyes    | D csoport · Linda Zetchiri (BUL) · 21–12, 17–21, 16–21 · Sabrina Jaquet (SUI) · 21–17, 21–15 | 2.         | kiesett                                    | kiesett                                                       | kiesett                                                                       | kiesett                                                 | kiesett           | 14.      |
| Heather Olver Lauren Smith    | Női páros    | C csoport · Malajzia (MAS) · Vivian Hoo · Woon Khe Wei · 17–21, 22–24 · Indonézia (INA) · Nitya Krishinda Maheswari · Greysia Polii · 10–21, 13–21 · Hongkong (HKG) · Poon Lok Yan · Tse Ying Suet · 21–17, 18–21, 21–16                                      | 3.         |                                            | kiesett                                                       | kiesett                                                                       | kiesett                                                 | kiesett           | 9.       |
| Chris Adcock Gabrielle Adcock | Vegyes páros | B csoport · Kína (CHN) · Hszü Csen (Xu Chen) · Ma Csin (Ma Jin) · 21–13, 20–22, 15–21 · Dánia (DEN) · Joachim Fischer Nielsen · Christinna Pedersen · 21–19, 22–24, 21–17 · Lengyelország (POL) · Nadieżda Kostiuczyk · Robert Mateusiak · 21–18, 25–27, 9–21 | 3.         |                                            | kiesett                                                       | kiesett                                                                       | kiesett                                                 | kiesett           | 9.       |

## Torna
Férfi
| Versenyző                                                        | Versenyszám      | Selejtező | Selejtező | Döntő    | Döntő    |
| Versenyző                                                        | Versenyszám      | Pontszám  | Helyezés  | Pontszám | Helyezés |
| ---------------------------------------------------------------- | ---------------- | --------- | --------- | -------- | -------- |
| Brinn Bevan                                                      | Talaj            | 14,233    | 36.       | kiesett  | kiesett  |
| Brinn Bevan                                                      | Korlát           | 14,966    | 27.       | kiesett  | kiesett  |
| Brinn Bevan                                                      | Nyújtó           | 14,366    | 31.       | kiesett  | kiesett  |
| Brinn Bevan                                                      | Gyűrű            | 14,333    | 31.*      | kiesett  | kiesett  |
| Brinn Bevan                                                      | Lólengés         | 14,733    | 19.       | kiesett  | kiesett  |
| Brinn Bevan                                                      | Egyéni összetett | 86,764    | 17.       | kiesett  | kiesett  |
| Louis Smith                                                      | Lólengés         | 15,700    | 2.        | 15,833   |          |
| Kristian Thomas                                                  | Talaj            | 15,233    | 7.        | 15,058   | 7.       |
| Kristian Thomas                                                  | Nyújtó           | 14,900    | 13.       | kiesett  | kiesett  |
| Kristian Thomas                                                  | Gyűrű            | 14,166    | 38.       | kiesett  | kiesett  |
| Max Whitlock                                                     | Talaj            | 15,500    | 4.*       | 15,633   |          |
| Max Whitlock                                                     | Korlát           | 15,066    | 23.       | kiesett  | kiesett  |
| Max Whitlock                                                     | Nyújtó           | 13,566    | 58.       | kiesett  | kiesett  |
| Max Whitlock                                                     | Gyűrű            | 14,600    | 22.       | kiesett  | kiesett  |
| Max Whitlock                                                     | Lólengés         | 15,800    | 1.        | 15,966   |          |
| Max Whitlock                                                     | Egyéni összetett | 88,232    | 12.       | 90,641   |          |
| Nile Wilson                                                      | Talaj            | 15,066    | 13.       | kiesett  | kiesett  |
| Nile Wilson                                                      | Korlát           | 14,900    | 34.       | kiesett  | kiesett  |
| Nile Wilson                                                      | Nyújtó           | 15,500    | 2.        | 15,466   |          |
| Nile Wilson                                                      | Gyűrű            | 14,941    | 14.       | kiesett  | kiesett  |
| Nile Wilson                                                      | Lólengés         | 14,133    | 38.       | kiesett  | kiesett  |
| Nile Wilson                                                      | Egyéni összetett | 89,240    | 5.        | 89,565   | 8.       |
| Brinn Bevan Louis Smith Kristian Thomas Max Whitlock Nile Wilson | Csapat összetett | 268,670   | 5.        | 269,752  | 4.       |

Női
| Versenyző                                                             | Versenyszám      | Selejtező | Selejtező | Döntő    | Döntő    |
| Versenyző                                                             | Versenyszám      | Pontszám  | Helyezés  | Pontszám | Helyezés |
| --------------------------------------------------------------------- | ---------------- | --------- | --------- | -------- | -------- |
| Beckie Downie                                                         | Felemás korlát   | 15,233    | 10.       | kiesett  | kiesett  |
| Beckie Downie                                                         | Gerenda          | 13,300    | 52.       | kiesett  | kiesett  |
| Ellie Downie                                                          | Talaj            | 12,500    | 72.       | kiesett  | kiesett  |
| Ellie Downie                                                          | Ugrás            | 14,683    | 11.       | kiesett  | kiesett  |
| Ellie Downie                                                          | Felemás korlát   | 14,633    | 26.       | kiesett  | kiesett  |
| Ellie Downie                                                          | Gerenda          | 14,500    | 11.       | kiesett  | kiesett  |
| Ellie Downie                                                          | Egyéni összetett | 56,466    | 24.       | 56,883   | 13.      |
| Claudia Fragapane                                                     | Talaj            | 14,333    | 11.       | kiesett  | kiesett  |
| Claudia Fragapane                                                     | Felemás korlát   | 12,533    | 69.       | kiesett  | kiesett  |
| Claudia Fragapane                                                     | Gerenda          | 13,400    | 48.       | kiesett  | kiesett  |
| Claudia Fragapane                                                     | Egyéni összetett | 55,032    | 30.       | kiesett  | kiesett  |
| Ruby Harrold                                                          | Talaj            | 13,633    | 35.       | kiesett  | kiesett  |
| Ruby Harrold                                                          | Felemás korlát   | 14,800    | 19.*      | kiesett  | kiesett  |
| Amy Tinkler                                                           | Talaj            | 14,600    | 7.        | 14,933   |          |
| Amy Tinkler                                                           | Gerenda          | 14,500    | 12.       | kiesett  | kiesett  |
| Beckie Downie Ellie Downie Claudia Fragapane Ruby Harrold Amy Tinkler | Csapat összetett | 174,064   | 4.        | 174,362  | 5.       |

* - egy másik versenyzővel azonos eredményt ért el

### Trambulin
| Versenyző          | Versenyszám | Selejtező | Selejtező | Döntő    | Döntő    |
| Versenyző          | Versenyszám | Pontszám  | Helyezés  | Pontszám | Helyezés |
| ------------------ | ----------- | --------- | --------- | -------- | -------- |
| Nathan Bailey      | Férfi       | 106,795   | 9.        | kiesett  | kiesett  |
| Katherine Driscoll | Női         | 100,295   | 5.        | 53,645   | 6.       |
| Bryony Page        | Női         | 100,075   | 7.        | 56,040   |          |

## Triatlon
| Versenyző         | Versenyszám | 1,5 km úszás | Depózás 1 | 40 km kerékpározás | Depózás 2 | 10 km futás | Összesítés | Összesítés |
| Versenyző         | Versenyszám | Idő          | Idő       | Idő                | Idő       | Idő         | Idő        | Helyezés   |
| ----------------- | ----------- | ------------ | --------- | ------------------ | --------- | ----------- | ---------- | ---------- |
| Gordon Benson     | Férfi       | 18:09        | 0:53      | nem ért célba      | kiesett   | kiesett     | kiesett    | kiesett    |
| Alistair Brownlee | Férfi       | 17:24        | 0:50      | 55:04              | 0:34      | 31:09       | 1:45:01    |            |
| Jonathan Brownlee | Férfi       | 17:24        | 0:50      | 55:04              | 0:33      | 31:16       | 1:45:07    |            |
| Vicky Holland     | Női         | 19:09        | 0:54      | 1:01:26            | 0:38      | 34:54       | 1:57:01    |            |
| Helen Jenkins     | Női         | 19:11        | 0:56      | 1:04:37            | 0:38      | 35:45       | 2:01:07    | 19.        |
| Non Stanford      | Női         | 19:10        | 0:53      | 1:01:25            | 0:41      | 34:55       | 1:57:04    | 4.         |

## Úszás
Férfi
| Versenyző                                                       | Versenyszám      | Előfutam | Előfutam | Előfutam | Elődöntő | Elődöntő | Elődöntő | Döntő    | Döntő    |
| Versenyző                                                       | Versenyszám      | Idő      | Hely.    | Össz.    | Idő      | Hely.    | Össz.    | Idő      | Helyezés |
| --------------------------------------------------------------- | ---------------- | -------- | -------- | -------- | -------- | -------- | -------- | -------- | -------- |
| Benjamin Proud                                                  | 50 m gyors       | 21,83    | 3.*      | 7.*      | 21,54    | 3.       | 5.       | 21,68    | 4.       |
| Benjamin Proud                                                  | 100 m gyors      | 49,14    | 8.       | 29.      | kiesett  | kiesett  | kiesett  | kiesett  | kiesett  |
| Duncan Scott                                                    | 100 m gyors      | 48,01    | 1.       | 3.       | 48,20    | 4.       | 7.       | 48,01    | 5.       |
| Cameron Kurle                                                   | 200 m gyors      | 1:49,08  | 4.       | 35.      | kiesett  | kiesett  | kiesett  | kiesett  | kiesett  |
| James Guy                                                       | 200 m gyors      | 1:46,13  | 2.       | 5.*      | 1:46,23  | 3.       | 8.       | 1:45,49  | 4.       |
| James Guy                                                       | 100 m pillangó   | 51,78    | 1.       | 8.*      | 52,10    | 7.       | 14.      | kiesett  | kiesett  |
| James Guy                                                       | 400 m gyors      | 3:45,31  | 5.       | 6.       |          |          |          | 3:44,68  | 6.       |
| Stephen Milne                                                   | 400 m gyors      | 3:46,00  | 6.       | 13.      |          |          |          | kiesett  | kiesett  |
| Stephen Milne                                                   | 1500 m gyors     | 14:57,23 | 4.       | 10.      |          |          |          | kiesett  | kiesett  |
| Timothy Shuttleworth                                            | 1500 m gyors     | 15:13,01 | 8.       | 27.      |          |          |          | kiesett  | kiesett  |
| Chris Walker-Hebborn                                            | 100 m hát        | 53,54    | 3.       | 10.      | 53,75    | 6.       | 11.      | kiesett  | kiesett  |
| Ross Murdoch                                                    | 100 m mell       | 59,47    | 3.       | 9.*      | 1:00,05  | 6.       | 11.      | kiesett  | kiesett  |
| Adam Peaty                                                      | 100 m mell       | 57,55    | 1.       | 1.       | 57,62    | 1.       | 1.       | 57,13    |          |
| Craig Benson                                                    | 200 m mell       | 2:11,19  | 4.       | 15.      | 2:10,93  | 7.       | 13.      | kiesett  | kiesett  |
| Andrew Willis                                                   | 200 m mell       | 2:08,92  | 1.       | 3.       | 2:07,73  | 1.       | 2.       | 2:07,78  | 4.       |
| Ieuan Lloyd                                                     | 200 m vegyes     | 1:59,74  | 6.       | 15.      | 1:59,49  | 6.       | 10.      | kiesett  | kiesett  |
| Dan Wallace                                                     | 200 m vegyes     | 1:59,44  | 4.       | 11.      | 1:57,97  | 4.       | 5.       | 1:58,54  | 8.       |
| Max Litchfield                                                  | 400 m vegyes     | 4:11,95  | 2.       | 5.       |          |          |          | 4:11,62  | 4.       |
| Robert Renwick Dan Wallace Duncan Scott James Guy Stephen Milne | 4 × 200 m gyors  | 7:06,31  | 1.       | 1.       |          |          |          | 7:03,13  |          |
| Chris Walker-Hebborn Adam Peaty James Guy Duncan Scott          | 4 × 100 m vegyes | 3:30,47  | 1.       | 1.       |          |          |          | 3:29,24  |          |
| Jack Burnell                                                    | 10 km nyílt vízi |          |          |          |          |          |          | kizárták | kizárták |

Női
| Versenyző                                                                      | Versenyszám      | Előfutam | Előfutam | Előfutam | Elődöntő | Elődöntő | Elődöntő | Döntő     | Döntő    |
| Versenyző                                                                      | Versenyszám      | Idő      | Hely.    | Össz.    | Idő      | Hely.    | Össz.    | Idő       | Helyezés |
| ------------------------------------------------------------------------------ | ---------------- | -------- | -------- | -------- | -------- | -------- | -------- | --------- | -------- |
| Fran Halsall                                                                   | 50 m gyors       | 24,26    | 1.       | 2.       | 24,41    | 1.       | 4.       | 24,13     | 4.       |
| Georgia Coates                                                                 | 200 m gyors      | 1:59,33  | 5.       | 27.      | kiesett  | kiesett  | kiesett  | kiesett   | kiesett  |
| Ellie Faulkner                                                                 | 200 m gyors      | 2:00,51  | 8.       | 32.      | kiesett  | kiesett  | kiesett  | kiesett   | kiesett  |
| Jazmin Carlin                                                                  | 400 m gyors      | 4:02,83  | 1.       | 2.       |          |          |          | 4:01,23   |          |
| Jazmin Carlin                                                                  | 800 m gyors      | 8:19,67  | 3.       | 3.       |          |          |          | 8:16,17   |          |
| Camilla Hattersley                                                             | 800 m gyors      | 8:33,65  | 3.       | 15.      |          |          |          | kiesett   | kiesett  |
| Georgia Davies                                                                 | 100 m hát        | 59,86    | 3.       | 7.       | 59,85    | 5.       | 10.      | kiesett   | kiesett  |
| Molly Renshaw                                                                  | 100 m mell       | 1:07,92  | 2.       | 23.      | kiesett  | kiesett  | kiesett  | kiesett   | kiesett  |
| Molly Renshaw                                                                  | 200 m mell       | 2:23,37  | 2.       | 5.       | 2:22,33  | 2.       | 3.       | 2:22,72   | 6.       |
| Chloé Tutton                                                                   | 200 m mell       | 2:23,34  | 3.       | 4.       | 2:22,71  | 3.       | 7.       | 2:22,34   | 4.       |
| Chloé Tutton                                                                   | 100 m mell       | 1:06,88  | 4.       | 12.      | 1:07,29  | 6.       | 13.      | kiesett   | kiesett  |
| Aimee Willmott                                                                 | 200 m pillangó   | 2:09,71  | 7.       | 19.      | kiesett  | kiesett  | kiesett  | kiesett   | kiesett  |
| Aimee Willmott                                                                 | 400 m vegyes     | 4:34,08  | 2.       | 5.       |          |          |          | 4:35,04   | 7.       |
| Hannah Miley                                                                   | 400 m vegyes     | 4:33,74  | 3.       | 4.       |          |          |          | 4:32,54   | 4.       |
| Hannah Miley                                                                   | 200 m vegyes     | 2:11,84  | 4.       | 12.      | 2:12,15  | 6.*      | 12.*     | kiesett   | kiesett  |
| Siobhan-Marie O'Connor                                                         | 200 m vegyes     | 2:08,44  | 1.       | 2.       | 2:07,57  | 1.       | 1.       | 2:06,88   |          |
| Siobhan-Marie O'Connor Georgia Coates Hannah Miley Camilla Hattersley          | 4 × 200 m gyors  | 7:54,17  | 4.       | 9.       |          |          |          | kiesett   | kiesett  |
| Fran Halsall Georgia Davies Chloé Tutton Georgia Coates Siobhan-Marie O'Connor | 4 × 100 m vegyes | 3:59,34  | 5.       | 8.       |          |          |          | 3:56,96   | 7.       |
| Keri-Anne Payne                                                                | 10 km nyílt vízi |          |          |          |          |          |          | 1:57:23,9 | 7.       |

* - egy másik versenyzővel azonos időt ért el

## Vitorlázás
Férfi
| Versenyző                       | Versenyszám     | Futam | Futam | Futam | Futam | Futam | Futam | Futam | Futam | Futam | Futam | Futam | Futam | Futam | Pontszám | Helyezés |
| Versenyző                       | Versenyszám     | 1     | 2     | 3     | 4     | 5     | 6     | 7     | 8     | 9     | 10    | 11    | 12    | É     | Pontszám | Helyezés |
| ------------------------------- | --------------- | ----- | ----- | ----- | ----- | ----- | ----- | ----- | ----- | ----- | ----- | ----- | ----- | ----- | -------- | -------- |
| Nick Dempsey                    | Szörfvitorlázás | 1     | 1     | 2     | 1     | 4     | (8)   | 2     | 5     | 8     | 5     | 7     | 8     | 8     | 52       |          |
| Giles Scott                     | Finn dingi      | (17)  | 3     | 2     | 1     | 11    | 1     | 1     | 3     | 8     | 2     |       |       | 4     | 36       |          |
| Nick Thompson                   | Laser           | 8     | 17    | 9     | 15    | 2     | 1     | (24)  | 7     | 6     | 22    |       |       | 16    | 103      | 6.       |
| Chris Grube Luke Patience       | 470-es osztály  | 21    | 5     | 5     | 6     | 1     | (27)  | 20    | 4     | 3     | 4     |       |       | 6     | 75       | 5.       |
| Dylan Fletcher-Scott Alain Sign | 49er osztály    | 15    | 10    | 7     | (20)  | 14    | 4     | 5     | 6     | 9     | 1     | 6     | 3     | 20    | 100      | 6.       |

Női
| Versenyző                         | Versenyszám     | Futam | Futam | Futam | Futam | Futam | Futam | Futam | Futam | Futam | Futam | Futam | Futam | Futam | Pontszám | Helyezés |
| Versenyző                         | Versenyszám     | 1     | 2     | 3     | 4     | 5     | 6     | 7     | 8     | 9     | 10    | 11    | 12    | É     | Pontszám | Helyezés |
| --------------------------------- | --------------- | ----- | ----- | ----- | ----- | ----- | ----- | ----- | ----- | ----- | ----- | ----- | ----- | ----- | -------- | -------- |
| Bryony Shaw                       | Szörfvitorlázás | 7     | (20)  | 9     | 7     | 14    | 12    | 3     | 5     | 2     | 4     | 4     | 4     | 12    | 83       | 9.       |
| Alison Young                      | Laser radial    | 13    | 17    | 12    | (26)  | 6     | 9     | 7     | 10    | 16    | 1     |       |       | 2     | 93       | 8.       |
| Saskia Clark Hannah Mills         | 470-es osztály  | 4     | 7     | 1     | 6     | 1     | (8)   | 1     | 3     | 2     | 3     |       |       | 16    | 44       |          |
| Sophie Ainsworth Charlotte Dobson | 49erFX osztály  | 2     | 11    | 5     | 8     | 7     | 10    | 2     | 5     | 9     | (15)  | 14    | 8     | 20    | 101      | 8.       |

Vegyes
| Versenyző                | Versenyszám | Futam | Futam | Futam | Futam | Futam | Futam | Futam | Futam | Futam | Futam | Futam | Futam | Futam | Pontszám | Helyezés |
| Versenyző                | Versenyszám | 1     | 2     | 3     | 4     | 5     | 6     | 7     | 8     | 9     | 10    | 11    | 12    | É     | Pontszám | Helyezés |
| ------------------------ | ----------- | ----- | ----- | ----- | ----- | ----- | ----- | ----- | ----- | ----- | ----- | ----- | ----- | ----- | -------- | -------- |
| Nicola Groves Ben Saxton | Nacra 17    | 3     | 4     | 2     | 7     | 5     | 3     | 13    | 12    | (16)  | 15    | 15    | 12    | 18    | 109      | 9.       |

## Vívás
Férfi
| Versenyző                                                         | Versenyszám | Selejtező         | 32-es főtábla                      | Nyolcaddöntő                 | Negyeddöntő                                                                           | Elődöntő                                                                                      | Bronz- mérkőzés                                                                    | Döntő             | Helyezés |
| Versenyző                                                         | Versenyszám | Ellenfél Eredmény | Ellenfél Eredmény                  | Ellenfél Eredmény            | Ellenfél Eredmény                                                                     | Ellenfél Eredmény                                                                             | Ellenfél Eredmény                                                                  | Ellenfél Eredmény | Helyezés |
| ----------------------------------------------------------------- | ----------- | ----------------- | ---------------------------------- | ---------------------------- | ------------------------------------------------------------------------------------- | --------------------------------------------------------------------------------------------- | ---------------------------------------------------------------------------------- | ----------------- | -------- |
| James-Andrew Davis                                                | Tőr, egyéni | erőnyerő          | Mohamed Ayoub Ferjani (TUN) · 15-7 | Tyimur Szafin (RUS) · 13-15  | kiesett                                                                               | kiesett                                                                                       | kiesett                                                                            | kiesett           | 10.      |
| Laurence Halsted                                                  | Tőr, egyéni | erőnyerő          | Chen Haiwei (CHN) · 9-15           | kiesett                      | kiesett                                                                               | kiesett                                                                                       | kiesett                                                                            | kiesett           | 21.      |
| Richard Kruse                                                     | Tőr, egyéni | erőnyerő          | Victor Sintes (ALG) · 15-4         | Andrea Cassarà (ITA) · 15-12 | Gerek Meinhardt (USA) · 15-13                                                         | Alexander Massialas (USA) · 9-15                                                              | Tyimur Szafin (RUS) · 13-15                                                        |                   | 4.       |
| James-Andrew Davis Laurence Halsted Richard Kruse Marcus Mepstead | Tőr, csapat |                   |                                    |                              | Oroszország (RUS) · Artur Ahmathuzin · Alekszej Cseremiszinov · Tyimur Szafin · 43-45 | 5–8. helyért · Egyiptom (EGY) · Alá ed-Dín Abu el-Kászem · Tarek Ayad · Mohamed Essam · 45-35 | 5. helyért · Kína (CHN) · Chen Haiwei · Shi Jialuo · Ma Jianfei · Lej Seng · 38-45 |                   | 6.       |